# Grafenrheinfeld

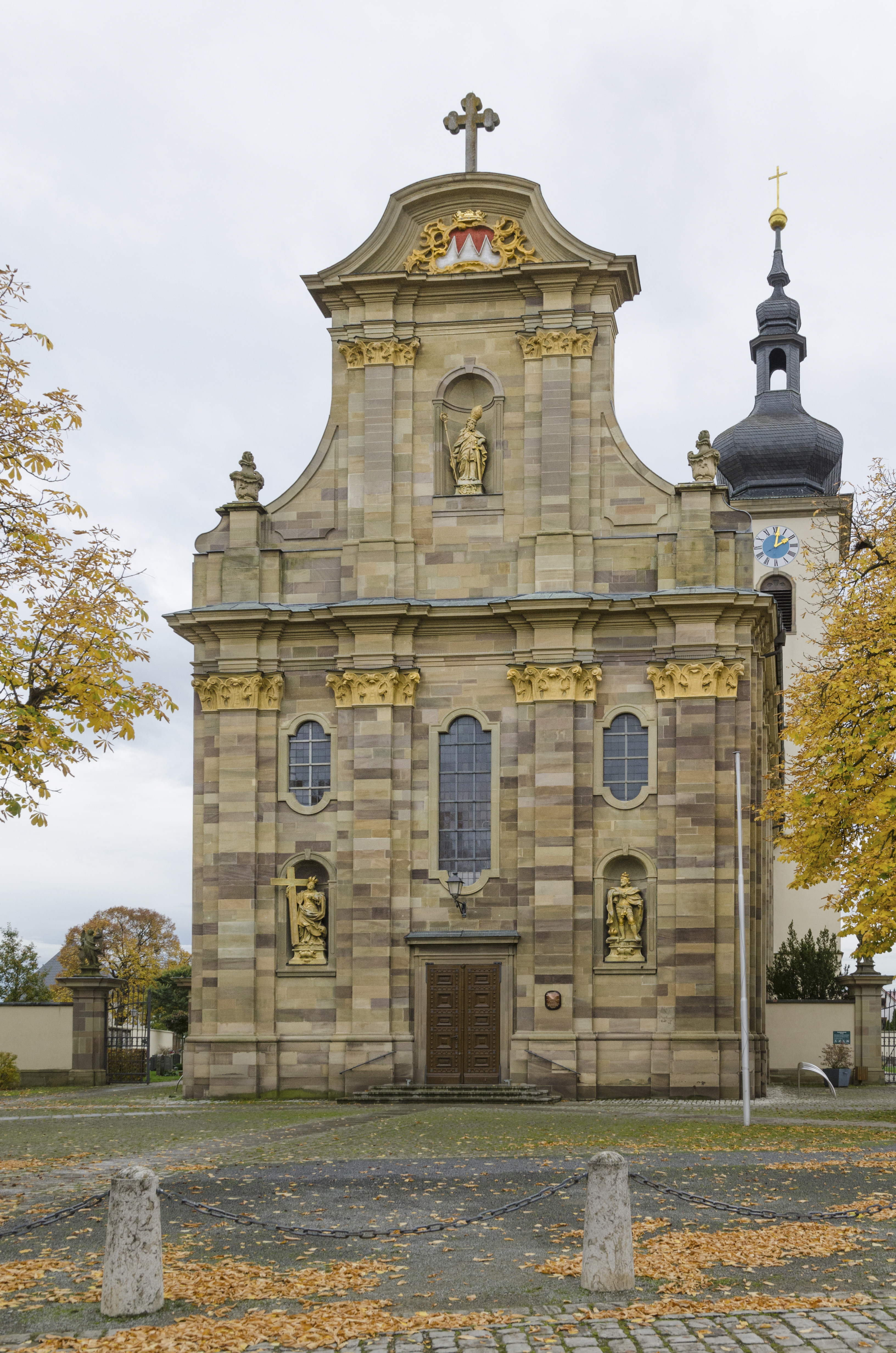
Pfarrkirche Kreuzauffindung

Grafenrheinfeld (unterfränkisch: Rafeld) ist eine Gemeinde im unterfränkischen Landkreis Schweinfurt. Sie liegt am östlichen (linken) Mainufer und grenzt im Norden an Schweinfurt. Grafenrheinfeld liegt in einer für Unterfranken untypischen, flachen Landschaft, die von Gewässern und Deichen geprägt wird.
Die Gemeinde ist das westliche Tor der interkommunalen Allianz Schweinfurter Mainbogen, Naherholungsort mit mehreren Badeseen und ein unterfränkisches Reitzentrum.
Der Ort ist überregional durch das 1982 in Betrieb genommene und 2015 abgeschaltete Kernkraftwerk Grafenrheinfeld sowie als ein geplantes Ende der Stromtrasse Suedlink bekannt. Der europäische Stromleitungsknoten liegt jedoch größtenteils auf dem gegenüberliegenden Mainufer, auf Bergrheinfelder Gebiet. Durch die hohen Gewerbesteuereinnahmen durch das Kernkraftwerk wurde Grafenrheinfeld zu einer reichen Gemeinde mit hervorragender Infrastruktur, hoher Lebensqualität und zu einem bevorzugten Schweinfurter Wohnvorort.
Wahrzeichen Grafenrheinfelds sind die Doppeltürme der Pfarrkirche Kreuzauffindung. Bis zu ihrer Sprengung im August 2024 waren die beiden weithin sichtbaren, 143 Meter hohen Kühltürme des Kernkraftwerks ein Erkennungsmerkmal der gesamten südlichen Schweinfurter Region.

## Etymologie

### Rheinfeld
Der ahd. Name Roumfeld wandelte sich über die Jahrhunderte schließlich zu Rheinfeld. Dieser Name war anfänglich die gemeinsame Bezeichnung für die vier Orte Bergrheinfeld, Grafenrheinfeld, Obernrheinfeld (Oberndorf) und Rothrheinfeld (Röthlein).

### Grafenrheinfeld
Ende des 13. Jahrhunderts wurden die Orte erstmals namentlich unterschieden. 1294 wurde die Bezeichnung „Ranvelt in monte“ für Grafenrheinfeld erwähnt und 1295 „Ruinevelt uffen Berge“ für Bergrheinfeld.
Für Grafenrheinfeld wandelten sich die Namen von „Grauenrheinfeld“ (1554), „Greuenrheinfeld“ (1557), „Gräuenrheinfeld“ (1601), „Gräfenrheinfeld“ (1627) und „Grävenrainfeld“ (1635) schließlich zu Grafenrheinfeld.
Es gab auch die Bezeichnungen „Niederrhanfeld“ und „Grabenreinvelt“. Diese Namen werden von Niederung und Graben (althochdeutsch: graban) abgeleitet und bedeuteten das in einer Niederung gelegene Rheinfeld. Der einstige Besitz (bis 1179) der Grafen von Rieneck könnte Anlass zur Namensveränderung von „Grabenreinvelt“ zu „Grafenrheinfeld“ mit leichterer Aussprache geführt haben. Daneben gab es für die Orte noch weitere Schreibweisen und etwas abgewandelte Bezeichnungen.

## Geografie

### Lage
Grafenrheinfeld liegt in einer brettflachen Schwemmebene des Mains, in der Mitte des Schweinfurter Beckens, zwischen Main im Westen und Schwebheimer Wald im Osten. Der 50. Breitengrad verläuft mitten durch den Ort, auf Höhe Hauptstraße Nr. 36. Der Ort wird größtenteils von Altwassern des Mains (Altmain) eingerahmt (Altmainschleife Nord und Altmainschleife Süd), einer Natur- und Naherholungslandschaft mit mehreren Badeseen (siehe: Maintal und Naherholung).

### Nachbargemeinden
Grafenrheinfeld hat fünf Nachbargemeinden, von denen sich mit Ausnahme der kreisfreien Stadt Schweinfurt alle im Landkreis Schweinfurt befinden.
|               | Schweinfurt                                 | Gochsheim  |
| Bergrheinfeld | Kompassrose, die auf Nachbargemeinden zeigt | Schwebheim |
|               | Röthlein                                    | Röthlein   |

### Gemeindegebiet
Durch die Mainkorrektion bei Grafenrheinfeld (1823) wurden zwei rechtsmainische Gebiete von Bergrheinfeld linksmainisch und waren fortan nur noch von Grafenrheinfeld aus erreichbar, wobei das von der Altmainschleife Nord umgebene Gebiet mit einem größeren, östlichen Teil Grafenrheinfeld zugeschlagen wurde. Die Gemeindegrenze verläuft dort schnurgerade über den Glöcklesee (siehe: Seen und Schutzgebiete), während das Gebiet um die Altmainschleife Süd komplett zu Bergrheinfeld gehört (siehe: Bergrheinfeld, Bergrheinfelder Insel).
Das ganz im Norden gelegene, von der inzwischen völlig verlandeten Oberndorfer Altmainschleife umgebene, Gebiet wurde durch die Mainkorrektion hingegen rechtsmainisch. Das von Grafenrheinfeld abgetretene Areal kam durch Umgemarkung zur Gemarkung Oberndorf, die seit 1919 zur Stadt Schweinfurt gehört.
Im Zuge der Bayerischen Gebietsreform musste die Gemeinde Grafenrheinfeld am 1. Mai 1978 ein bis dahin unbebautes und unbewohntes Gebiet von 2 Quadratkilometern an die Stadt Schweinfurt als Raum für ihre industrielle Entwicklung abtreten. Dort entstand der Industrie- und Gewerbepark Maintal.
Grafenrheinfeld hat keine weiteren Gemeindeteile.

### Ortsbild
Das Ortsbild wird vom 1987 restaurierten bzw. neu gestalteten Kirchplatz geprägt, mit dem weithin sichtbaren Wahrzeichen Grafenrheinfelds, der Kirche Kreuzauffindung mit ihren Doppeltürmen.

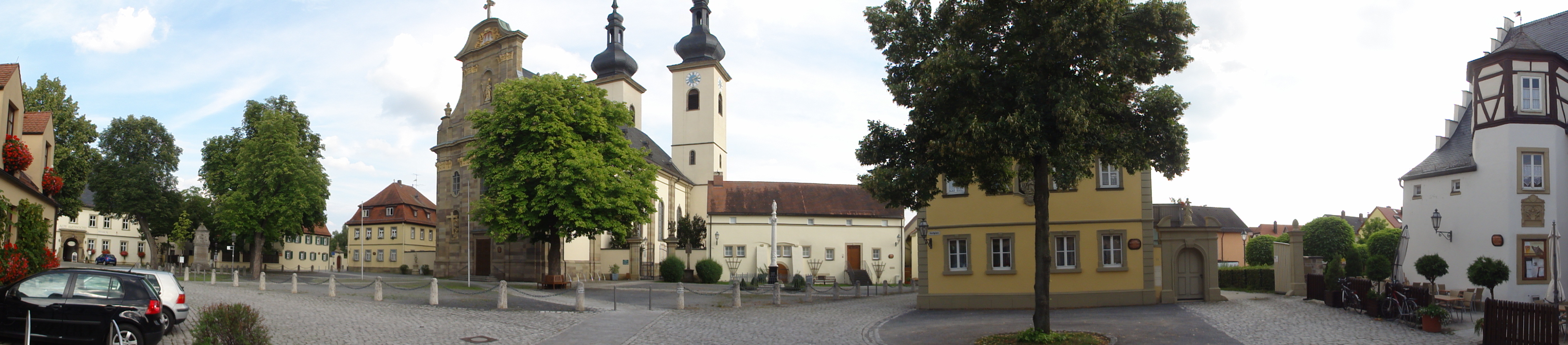
Kirchplatz mit Rokokokirche Kreuzauffindung

## Geschichte

### Mittelalter

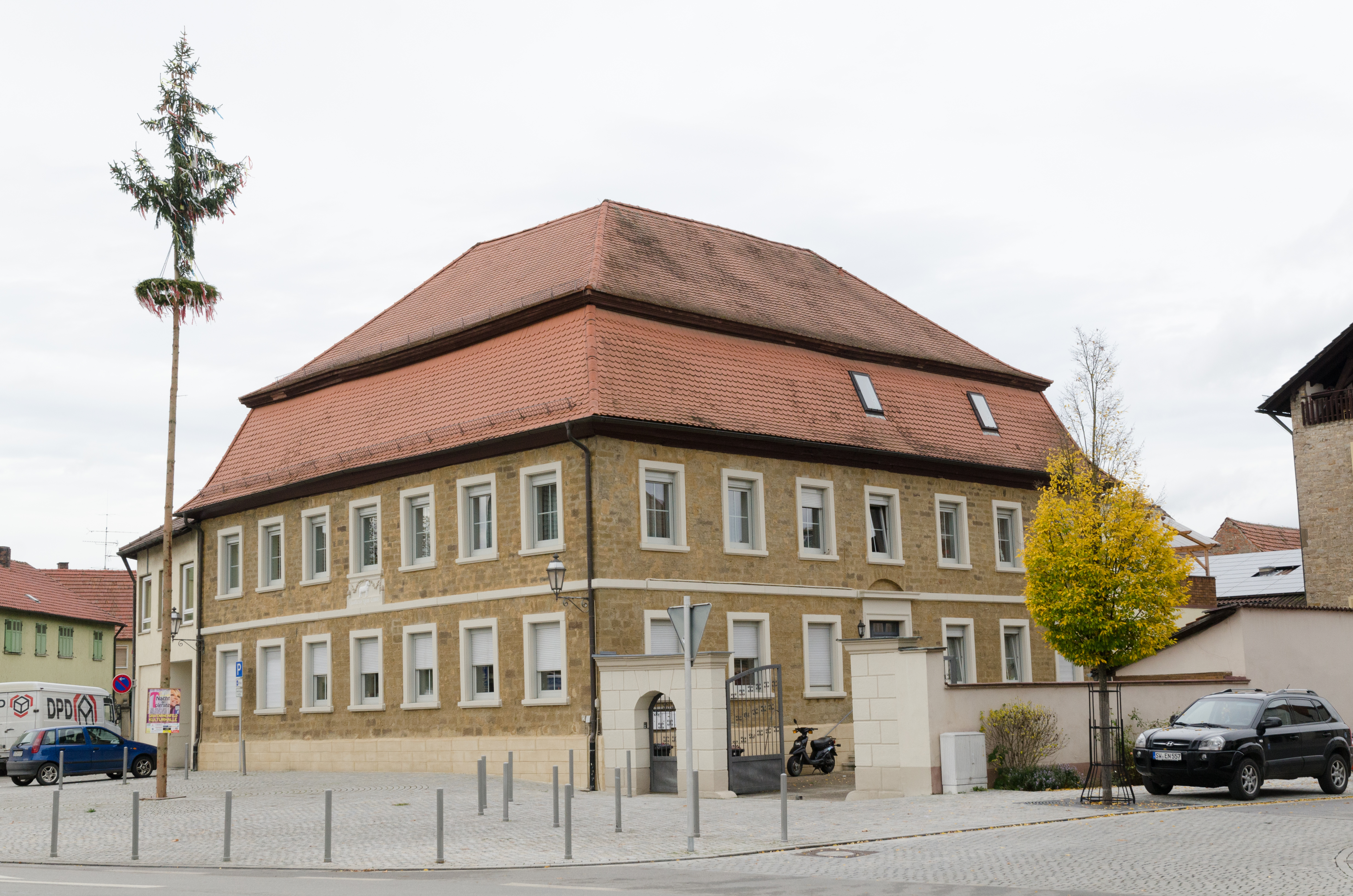
Marktplatz

Grafenrheinfeld entwickelte sich aus der einstigen Siedlungs- und Gemarkungseinheit bzw. gemeinsamen Pfarrei Rheinfeld (siehe auch: Etymologie).
1470 wurde Grafenrheinfeld domkapitalisches Amt mit hoher und niederer Gerichtsbarkeit (bis 1803).

### Frühe Neuzeit
1688 erhielt Grafenrheinfeld das Marktrecht. 1755 wurde der Grundstein der katholischen Pfarrkirche Heilig Kreuz gelegt.

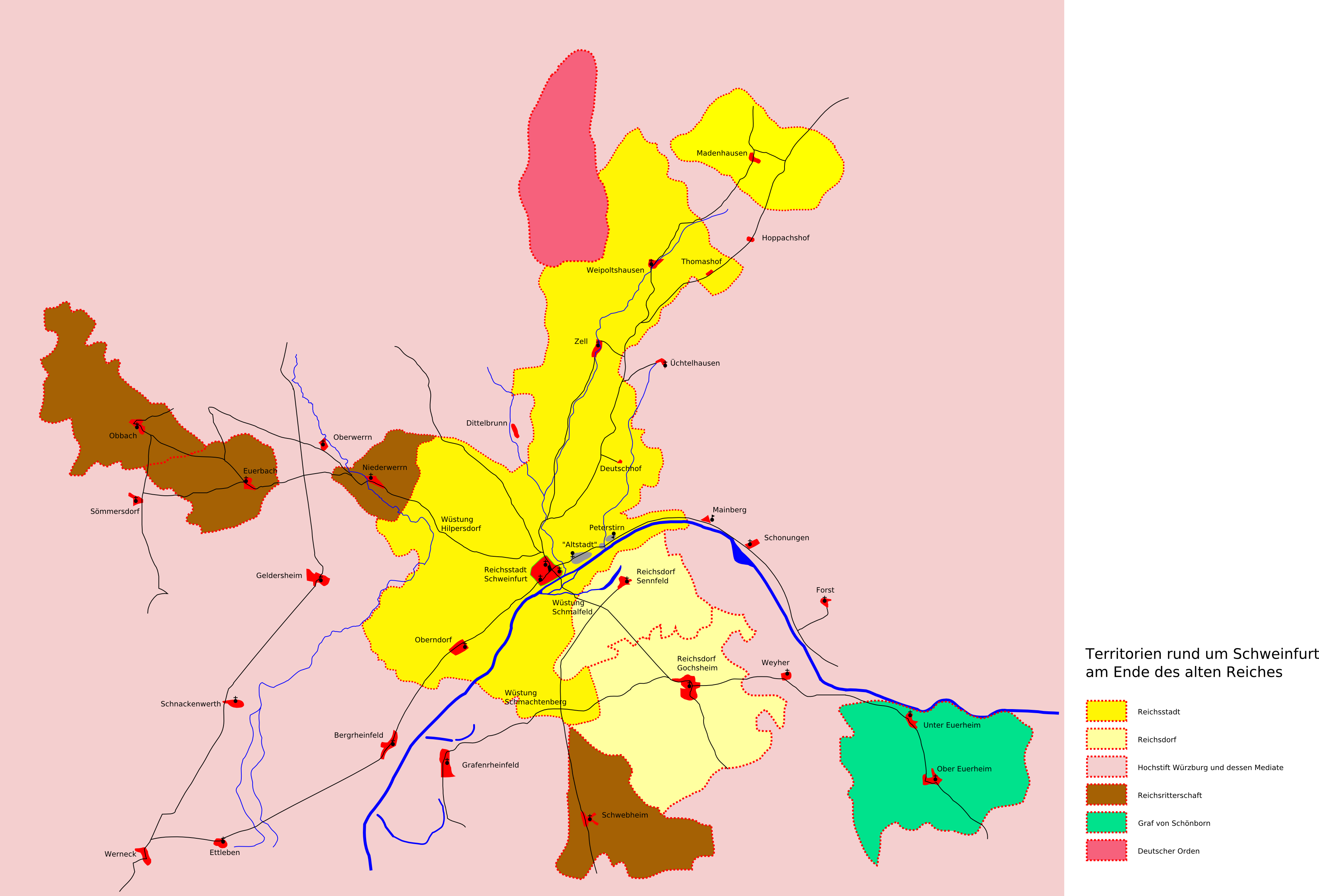
Territorien am Ende des Heiligen Römischen Reichs:
Gelb: Reichsstadt Schweinfurt (evang.).
Beige: Reichsdörfer (evang.).
Braun: Reichsritterschaften (evang.).
Grün: Grafen von Schönborn (kath.).
Rosa: Hochstift Würzburg (kath.) u. a. m.
Rot: Deutscher Orden (Brönnhof).

Grafenrheinfeld mit seinem geistlichen Zentrum am Kirchplatz und Bergrheinfeld waren die katholischen Orte des Hochstiftes Würzburg, die der protestantischen Region um Schweinfurt im Südwesten am nächsten lagen. In der Gegenreformation förderten die Würzburger Fürstbischöfe diese Vorposten aus Sorge vor der lutherischen Lehre auch durch die Aufstellung von Bildstöcken, beispielsweise mit dem Grafenrheinfelder Kreuzigungsbildstock von 1619.

### Moderne
Im Jahr 1818 entstand die politische Gemeinde.

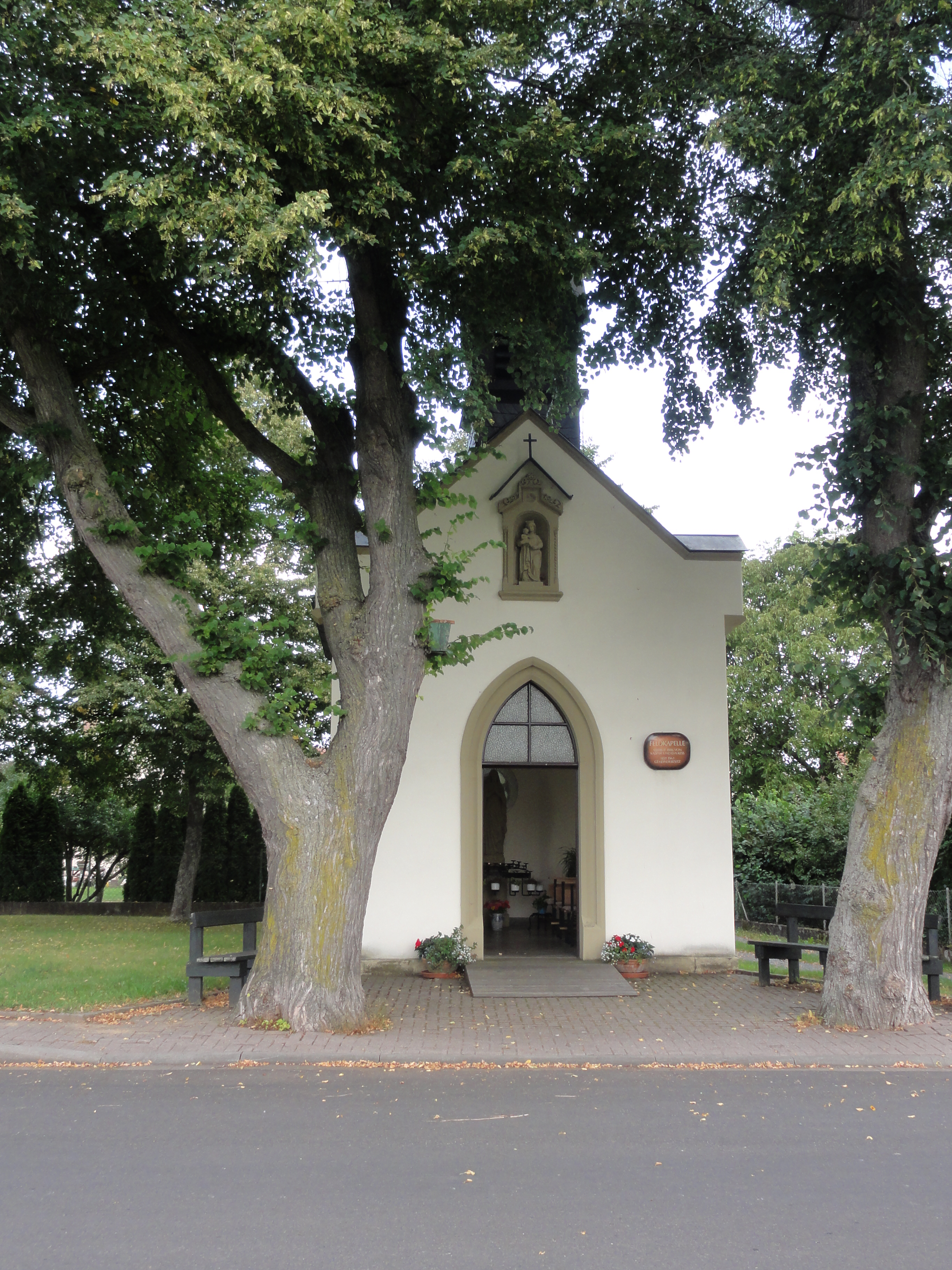
Feldkapelle, Kapellenweg Neugotisch (1885)

Das Urkataster (um 1836) enthält sechs Straßennamen: „Unteres Thor“ (heute: Hauptstraße), „Oberes Thor“ (heute: Marktplatz und Schweinfurter Straße), „Bühl“ (heute: im Süden Bühlstraße, im Norden Kirchplatz) und die unveränderten Namen „Maingasse“, „Herrngasse“ und „Linsengasse“ im Norden des alten Dorfkerns.
Der Ort war ursprünglich ein Rundling. 1928 war der den Ort umgebende Wall mit Hecken, Graben und Weg (Hag nach dem Wort für Hecke genannt) um den Ort noch weitgehend erhalten, nicht zu verwechseln mit dem historischen Deich (siehe: Historischer Ringdeich). Der Wall hatte drei Zugänge mit hölzernen Toren und je einem zweistöckigen Turm. Die letzten beiden Türme wurden 1870 abgerissen. Im Jahre 1927 wurde eine Neunummerierung und Beschilderung der Häuser vorgenommen.
Im Zweiten Weltkrieg wurde der Ort durch Bombenangriffe größtenteils zerstört. Am Nachmittag des 24. Februar sowie in der Nacht zum 25. Februar 1944 wurde Grafenrheinfeld im Rahmen der Big Week von zahlreichen Flüssigkeitsbomben, Sprengbomben, Luftminen und einer Unmenge von Stabbrandbomben getroffen. Bei den beiden Angriffen waren 35 Todesopfer zu beklagen. 71 Wohnhäuser brannten nieder, 65 Wohnhäuser wurden schwer, 106 leicht beschädigt, 136 Scheunen und 116 Nebengebäude wurden ein Raub der Flammen.
Bei den Angriffen auf die Orte in der Umgebung Schweinfurts, wie auf Sennfeld, sollten die Wohnungen von Berufspendlern in die Schweinfurter Großindustrie getroffen werden, dem europäischen Zentrum der Wälzlager-Industrie, einer kriegswichtigen Schlüsselindustrie. Durch die beiden Angriffe wurde Grafenrheinfeld zu 80 % zerstört, während Schweinfurt, das über die beste Luftverteidigung Deutschland verfügte, in 22 Angriffen nur zu 45 % zerstört wurde. Im Gegensatz zu Grafenrheinfeld gelang es den Alliierten in Schweinfurt nicht, einen Feuersturm zu entfachen, sondern sie hatten dort ihre schwersten Luftniederlagen.

### Wüstungen
An der Altmainschleife Nord begann der noch auf Karten des 19. Jahrhunderts eingezeichnete Schmachtenbergspfad, der zur urkundlich erstmals 1425 erwähnten Wüstung Schmachtenberg führte. Der Ort lag an der einstigen Grenze zur Reichsstadt Schweinfurt und wurde wahrscheinlich im 15. Jahrhundert verlassen. 2 km nordöstlich von Grafenrheinfeld, am Schwebheimer Wald, liegt am Senftenhofsee die Wüstung Senftenhof im Grenzgebiet der Gemarkungen von Grafenrheinfeld, Gochsheim und Schweinfurt. Das Dorf war wohl die Nachfolgesiedlung von Schmachtenberg und wurde bis ins 17. Jahrhundert bewohnt. Danach wurde der Ort vermutlich ebenfalls verlassen.

### Main- und Deichgeschichte

#### Historischer Ringdeich
Das Dorf wurde früher durch den Maindamm geschützt, einen Ringdeich, der ausgenommen im Norden im Abstand von 400 Metern bis 1 Kilometer um den Ort verlief und auch die umgebenden Felder schützen sollte. Er folgte im Norden, Westen und Südwesten nahezu dem historischen Verlauf des Mains. Im Osten, wo er nicht erhalten ist, durchschnitt er willkürlich die Parzellen der Felder und ist dort im südlichen Bereich, in Richtung Röthlein, bereits im Urpositionsblatt von 1836 nicht mehr eingezeichnet.
Auf dem nördlichen, ortsnahen Abschnitt des Maindamms soll eine Deich-Promenade angelegt werden.

#### Mainkorrektion bei Grafenrheinfeld 1823 und neuer Deich
Der Main bildete bei Grafenrheinfeld mehrere Schleifen. Der Überlieferung nach sollen die Schiffer bei ihrer langwierigen Passage durch die Mainschleifen einen Tag lang die Doppel-Kirchtürme von Grafenrheinfeld gesehen haben.
1823 wurde der Main im Raum Grafenrheinfeld durch die Mainkorrektion der Bayerischen Staatsregierung durch insgesamt vier aufeinander folgende Durchstiche begradigt, wodurch die Mainschleifen zu Altwassern wurden (Altmain) und teilweise verlandeten. Ein Vorläufer des Maindeichs, der dem begradigten Main folgte, wurde an derselben Stelle angelegt. Der innenliegende Ringdeich wurde funktionslos. Die Gefahr ständiger Überschwemmungen Grafenrheinfelds wurde gebannt, die Fließgeschwindigkeit des Mains erhöht und die selbständige Freispülung des Strombetts bewirkt.

#### Mainbrücke seit 1901

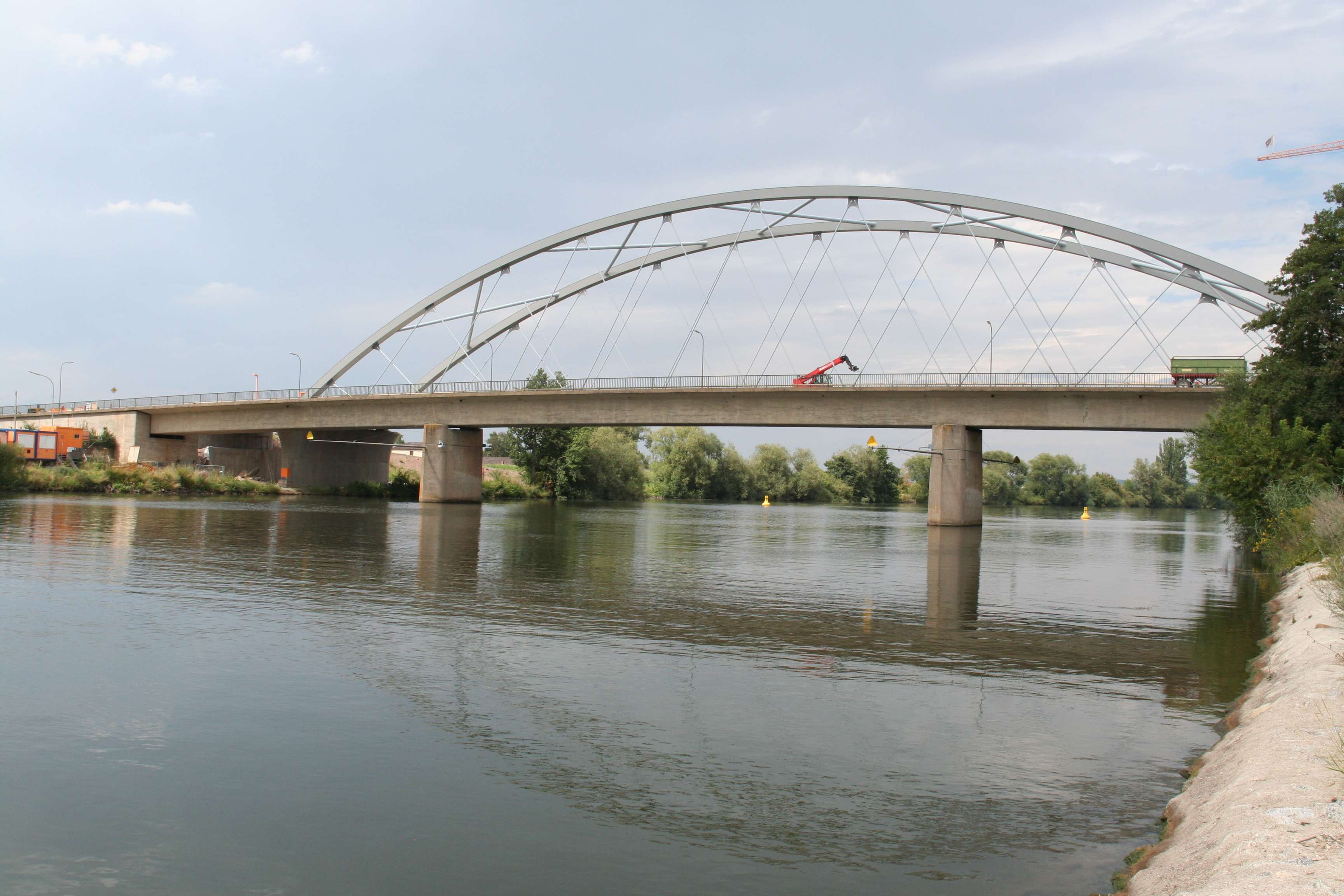
Mainbrücke Bergrheinfeld zwischen Bergrheinfeld (links) und Grafenrheinfeld, hinter der 2009 abgebrochenen Vorgängerbrücke

Bergrheinfeld und Grafenrheinfeld sind seit 1901 durch die Mainbrücke Bergrheinfeld verbunden. Sie liegt an einem kurzen Abschnitt des Mains zwischen Altmainschleife Nord und Süd, der durch die Mainkorrektion von 1823 nicht verändert wurde. 1945 wurde die Brücke gesprengt, danach durch eine Notbrücke ersetzt, und 1960 wurde die Nachfolgebrücke dem Verkehr übergeben. 2008/2009 wurde diese Brücke durch eine Stabbogenbrücke ersetzt.
Einstmals verkehrte 600 Meter weiter nördlich (mainaufwärts) eine Fähre über den Main in seinem ursprünglichen Verlauf (Altmainschleife Nord) vor der Mainkorrektion. Darauf weist dort noch der Name der Einzellage Fährhaus auf Bergrheinfelder Gemeindegebiet hin.

#### Großschifffahrtsstraße und Deichausbau in den 1950er und 1960er Jahren
Der Main wurde im Raum Grafenrheinfeld ab den 1950er Jahren zur Großschifffahrtsstraße Main-Donau-Kanal ausgebaut. 1953 wurde die Staustufe Garstadt errichtet und 1956/57 der Main auf 203,10 m ü. NHN aufgestaut. 1958 wurde die Grundwasserabsenkungsanlage für den Ort Grafenrheinfeld fertiggestellt. An Stelle des 1823 erstmals angelegten Maindeichs wurde von 1962/1963 der heutige Deich gebaut und der gesamte Schweinfurter Süden einschließlich Grafenrheinfeld von Hochwasser freigelegt.

#### Deichsanierung und weiterer Ausbau 2008
Letztmals wurden über 10 Kilometer Deiche in Grafenrheinfeld und Umgebung (Bergrheinfeld, Schweinfurt-Maintal und Sennfeld) saniert und weiter erhöht. 2008 waren die umfangreichen Arbeiten abgeschlossen. Die Wälle wurden um sechs Meter verbreitert und die Dammkrone um 70 cm auf 3,50 m erhöht. Bei den Berechnungen wurde die Klimaerwärmung berücksichtigt und auf das statistisch einmal in 100 Jahren auftretende größte Hochwasser (zuletzt 1909) 15 % an Wassermassen zugeschlagen. Die Deiche wurden im Kern mit einer 40 cm starken Betonwand versehen, die acht bis zehn Meter tief unterhalb der Wälle verankert wurde, sodass auch bei flussseitiger Abschwemmung des Erdwalls Hochwasserschutz bestehen bleibt. Neue, öffentlich begehbare und mit dem Rad befahrbare Wartungswege auf der Deichkrone und ein Deichhinterweg zur regelmäßigen Unterhaltung bzw. Beobachtung und Verteidigung des Deiches bei Hochwasser wurden angelegt.

#### Landesausstellung Main und Meer 2013

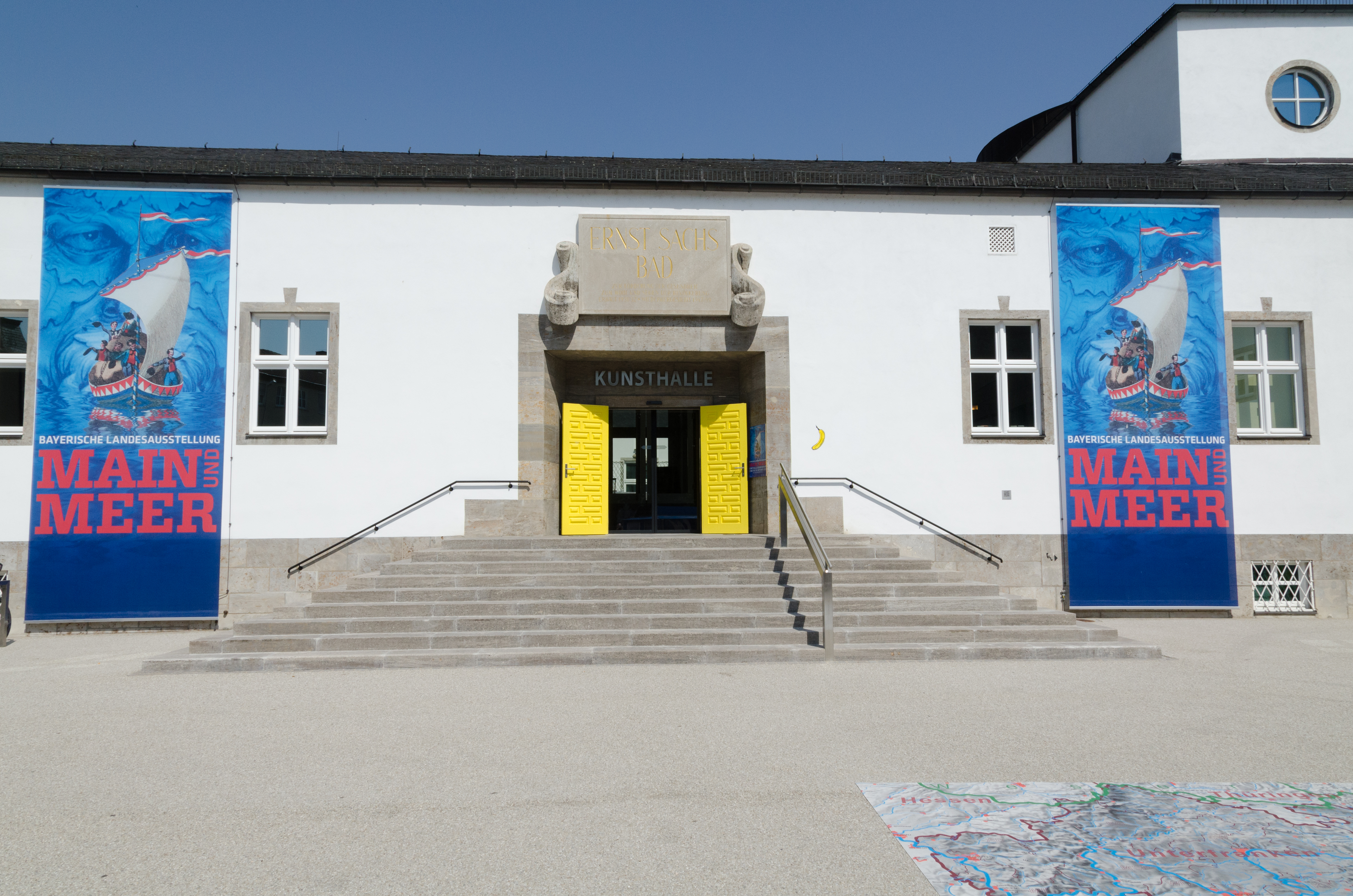
Landesausstellung Main und Meer 2013 in der Kunsthalle Schweinfurt

Von Mai bis Oktober 2013 befasste sich die Bayerische Landesausstellung Main und Meer in der Kunsthalle Schweinfurt in anschaulicher Weise mit Videoinstallationen
auch mit dem Thema Hochwasserschutz im Raum Grafenrheinfeld,

### Einwohnerentwicklung

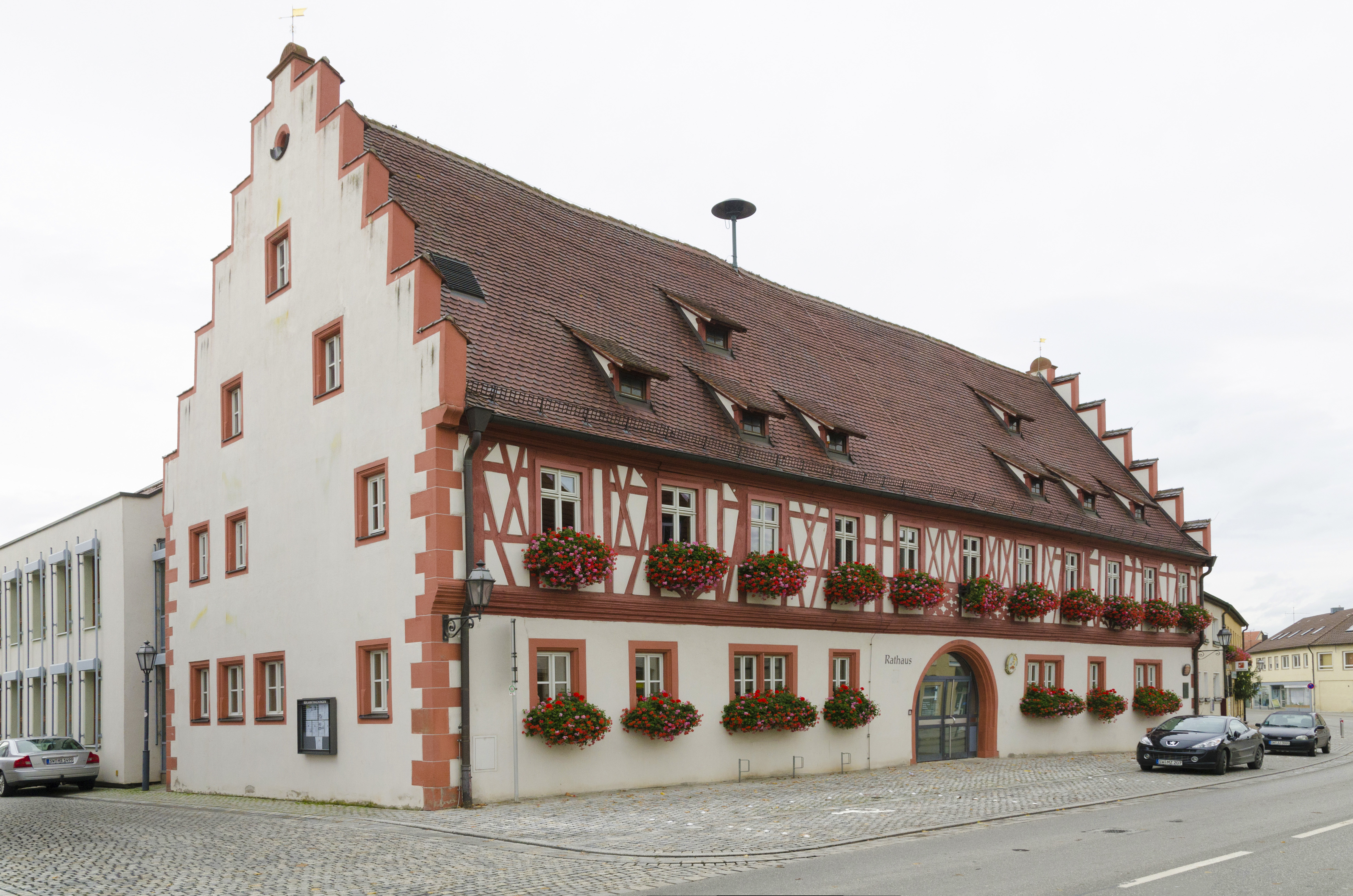
Altes Rathaus, mit neuem Anbau

Grafenrheinfeld entwickelte sich insbesondere seit den Nachkriegsjahrzehnten zu einer Wohnvorortgemeinde Schweinfurts. Aufgrund des Demografischen Wandels und der allgemeinen Wanderungsbilanzen in Unterfranken sowie in Stadt und Landkreis Schweinfurt stagnieren die Einwohnerzahlen in den letzten Jahren etwas, insbesondere was die jüngeren Altersgruppen betrifft.
| - 1991: 3096 Einwohner - 1995: 3237 Einwohner - 2005: 3345 Einwohner - 2010: 3361 Einwohner | - 2015: 3440 Einwohner - 2016: 3415 Einwohner - 2017: 3382 Einwohner - 2018: 3396 Einwohner - 2019: 3426 Einwohner - 2020: 3452 Einwohner - 2021: 3467 Einwohner |

Im Zeitraum 1988 bis 2018 stieg die Einwohnerzahl von 2930 auf 3396 um 466 Einwohner bzw. um 15,9 %. 2012 hatte die Gemeinde 3464 Einwohner. 2021 beträgt die Einwohnerzahl 3467 Einwohner.
Quelle: BayLfStat

## Politik

### Bürgermeister
Christian Keller (* 1979, CSU) ist seit 30. September 2019 Erster Bürgermeister. Er wurde bei einer Wahlbeteiligung von 74,1 % am 29. September 2019 mit 66,9 % der Stimmen gewählt. Bei der Stichwahl am 30. März 2014 war er der Amtsinhaberin noch mit 47 % unterlegen. Seine Vorgängerin Sabine Lutz (* 1960, Rafelder mündige Bürger), im Amt seit 1. Mai 2008, war wegen gesundheitlicher Einschränkungen im Sommer 2019 in den Ruhestand getreten; zwischenzeitlich leitete 2. Bürgermeister Gerhard Riegler die Gemeinde.

### Gemeinderat
Der Gemeinderat hat 16 Sitze. Die Kommunalwahlen 2002, 2008, 2014 und 2020 führten zu den folgenden Sitzverteilungen:
|                  | 2002 | 2008 | 2014 | 2020 | Stimmenanteil 2020 |
| ---------------- | ---- | ---- | ---- | ---- | ------------------ |
| CSU              | 8    | 8    | 8    | 6    | 37,52 %            |
| SPD/Freie Wähler | 4    | 3    | 3    | 3    | 18,42 %            |
| Grüne            | –    | –    | –    | 3    | 18,46 %            |
| FBL              | 4    | 5    | 5    | 4    | 25,59 %            |
| Gesamt           | 16   | 16   | 16   | 16   | 100,00 %           |

(FBL = parteilose Wählergruppe „Freie Bürgerliste Grafenrheinfeld“)

### Wappen
| Wappen von Grafenrheinfeld | Blasonierung: „In Blau über einem Schildchen, darin in Rot drei gekürzte silberne Spitzen, die wachsende silberne Halbfigur der heiligen Helena mit goldener Krone, die in der Rechten ein goldenes Zepter, in der Linken ein goldenes Kreuz hält.“ |
| Wappen von Grafenrheinfeld | Wappenbegründung: Die Gemeinde führte seit vielen Jahren ein Wappen, das im Wesentlichen unverändert 1980 als kommunales Hoheitszeichen offiziell angenommen wurde. Die heilige Helena mit Kreuz und Zepter weist auf das Patrozinium der Kreuzauffindung der Pfarrkirche von Grafenrheinfeld hin. Das Schildchen mit dem Fränkischen Rechen stellt als Symbol des Domkapitels und Hochstifts Würzburg die Beziehung von Grafenrheinfeld zum Bistum Würzburg dar, die von 1179 bis zum Ende des Alten Reichs 1803 währte. Dieses Wappen wird seit 1980 geführt und geht auf den Grafiker Ossi Krapf zurück. |

### Interkommunale Allianz
2006 schloss sich die interkommunale Allianz Schweinfurter Mainbogen zusammen, mit Koordinierungsstelle in Grafenrheinfeld. 2007 begann die Zusammenarbeit der Gemeinden Sennfeld, Gochsheim, Grafenrheinfeld, Schwebheim, Röthlein und Grettstadt im Schweinfurter Süden.

## Kultur und Sehenswürdigkeiten
Am Marktplatz in der Mitte des historischen Ortskerns laufen die Straßen aus den benachbarten Orten zusammen. Unweit südlich davon liegt der ruhige Kirchplatz mit vielen Baudenkmälern, unter anderem der Alten Amtsvogtei, heute ein fränkischer Gasthof mit Biergarten.

### Baudenkmäler

Kirchplatz
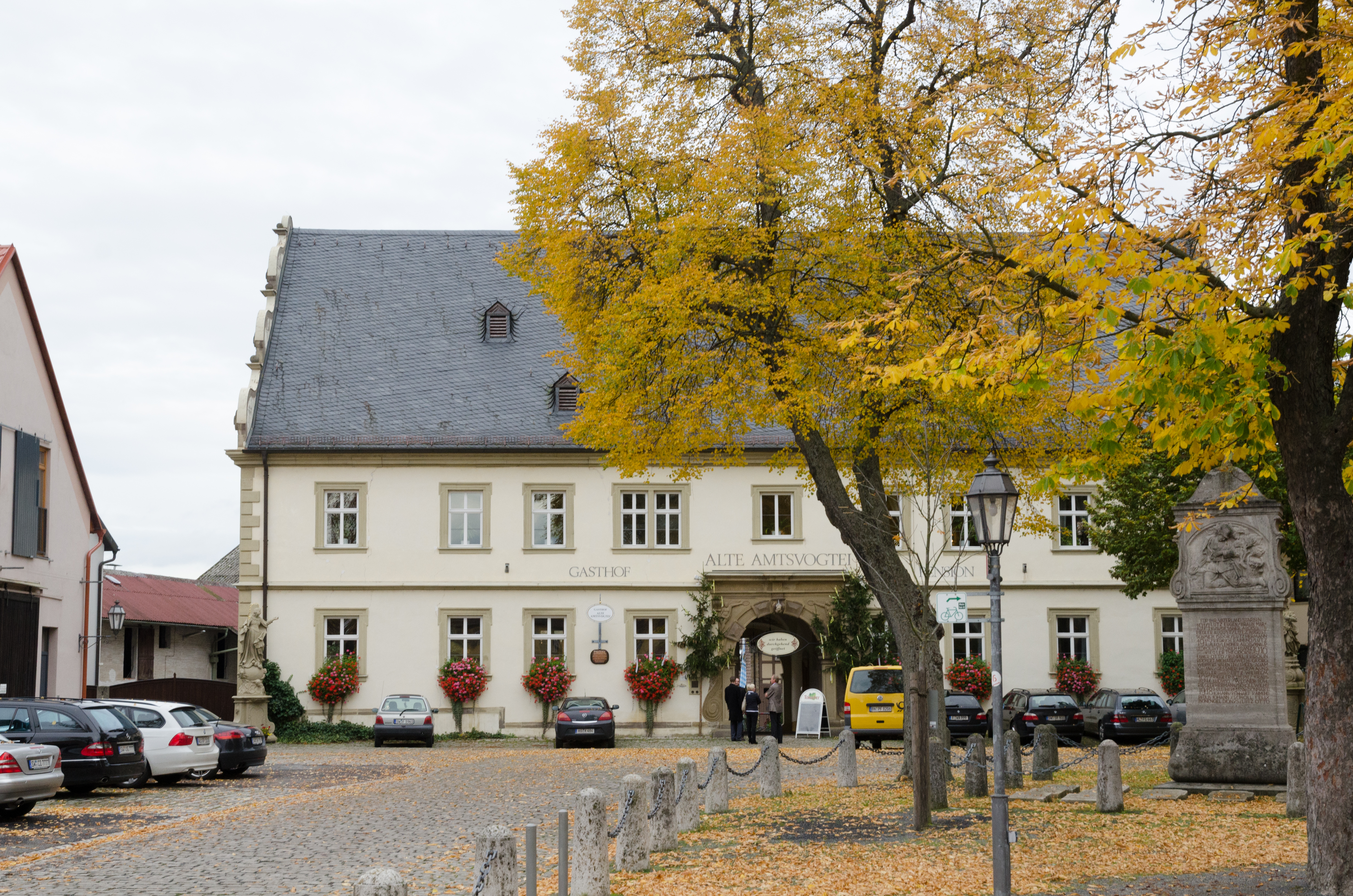
Alte Amtsvogtei, heute Gasthof
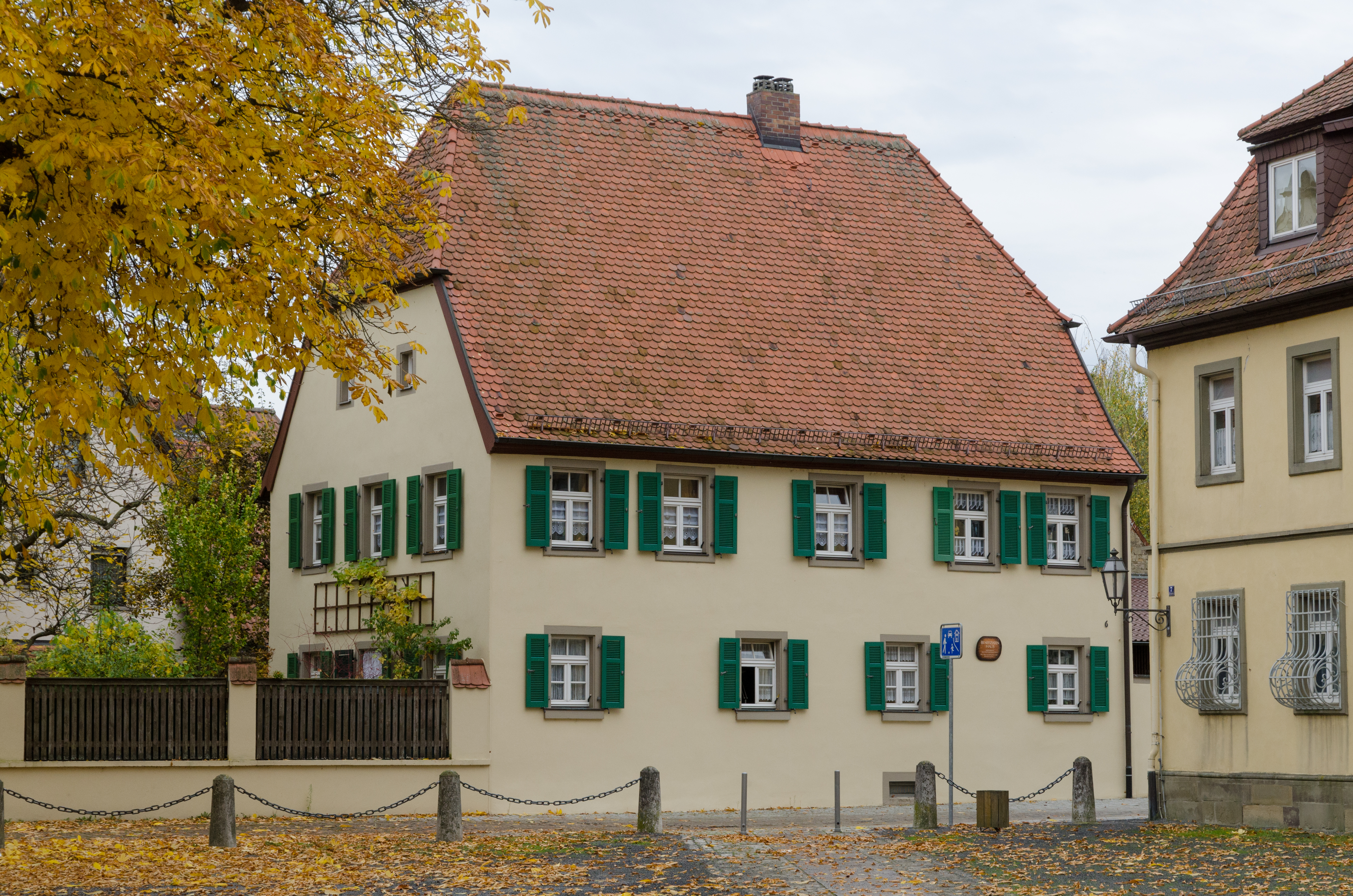
Benefiziatenhaus
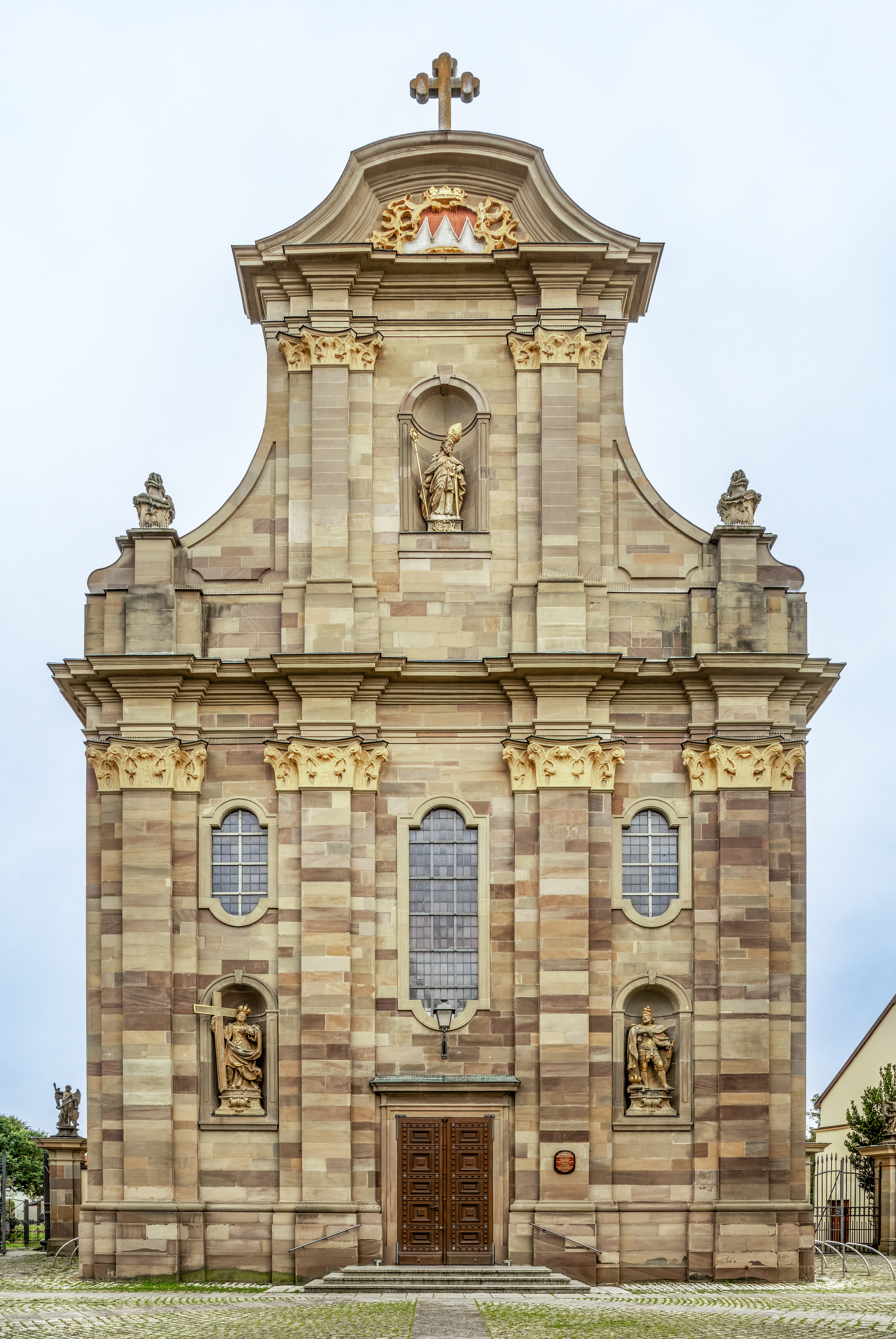
Portal Pfarrkirche Kreuzauffindung
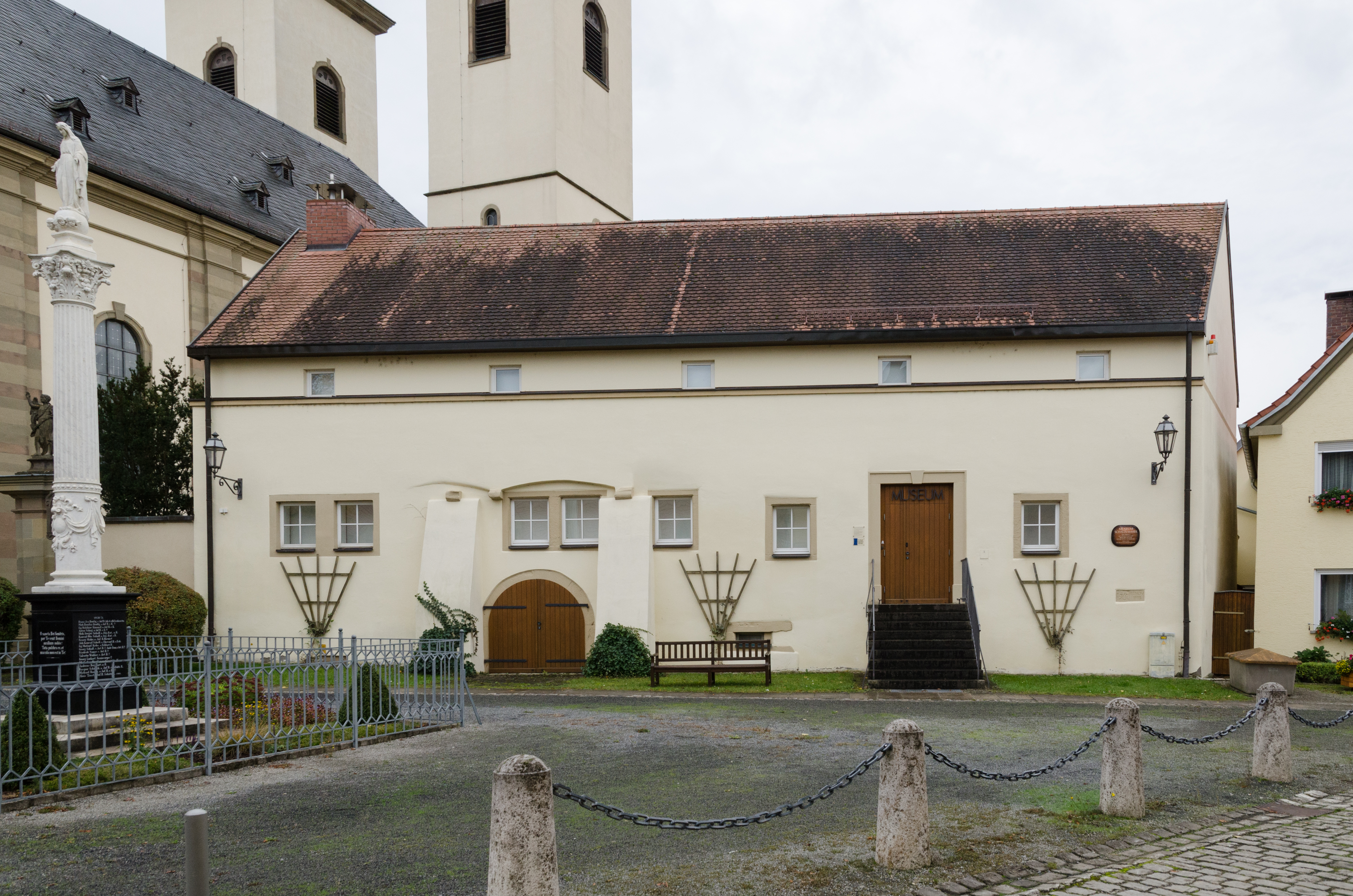
Mariensäule
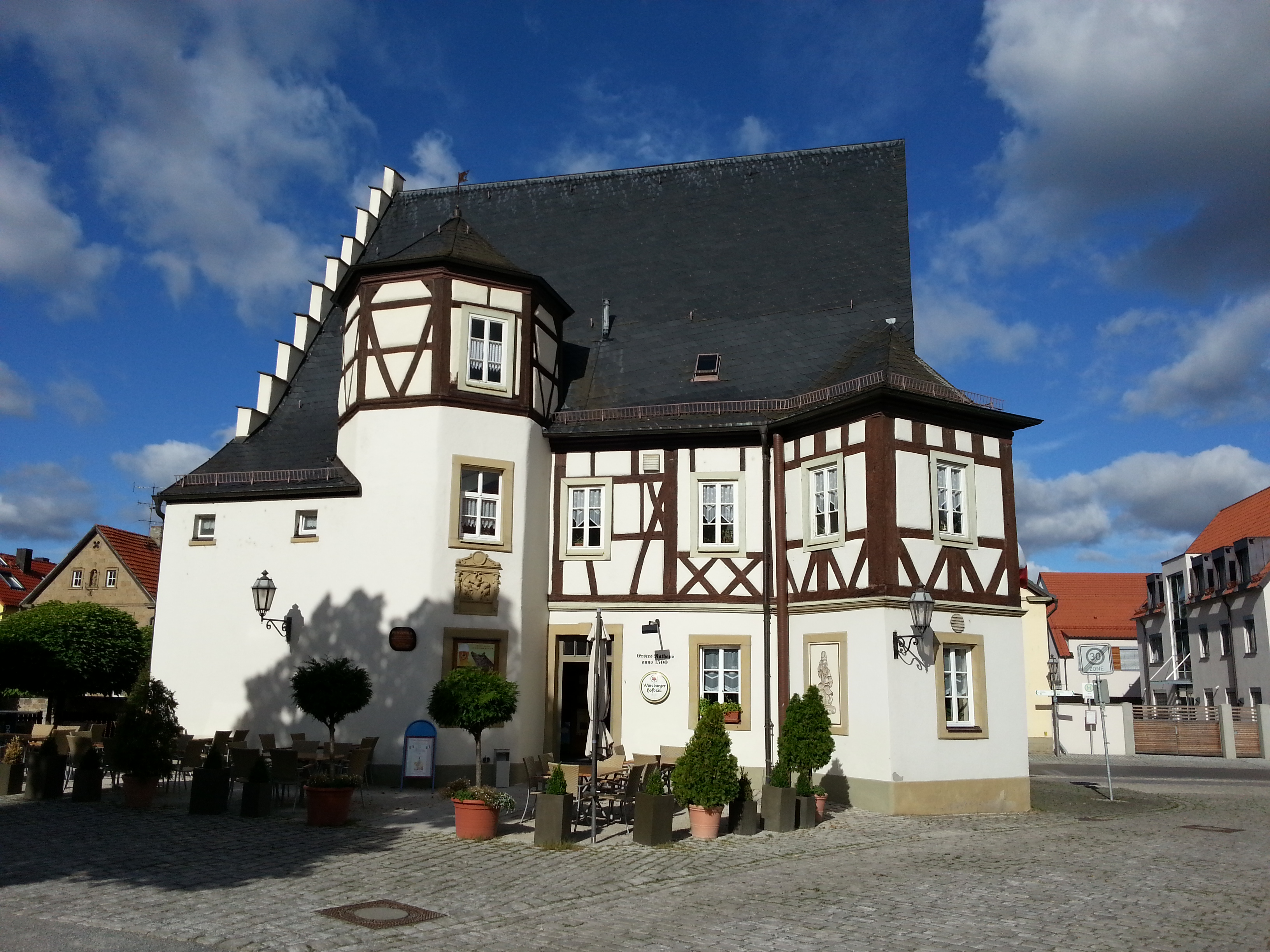
Pflegerhaus, heute italienisches Restaurant

| - Rokoko-Kirchplatz - Katholische Pfarrkirche Kreuzauffindung mit Doppeltürmen - Schatzkammer an der Pfarrkirche, Kirchenschatz mit liturgischen Geräten und Textilien - Alte Amtsvogtei (1626) am Kirchplatz, heute Gasthof | - Amtsschreiberei am Kirchplatz (18. Jahrhundert) - Benefiziatenhaus am Kirchplatz (17./18. Jahrhundert) - Pflegerhaus, Hauptstraße/Kirchplatz (16./17. Jahrhundert) - Rathaus, Hauptstraße - Kreuzigungsbildstock (1619) |

### Naherholung
Die Altmainschleife Nord ist ein Naherholungsgebiet mit zahlreichen Sportstätten, Wanderwegen und Seen (siehe: Altmainschleife Nord). Das Naherholungsgebiet wurde zusammen mit dem Strandbad am Naturbadesee 1986 eröffnet.
Ein dichtes Netz von Wanderwegen erschließt ein weiteres Seengebiet vor und im Schwebheimer Wald, mit Verbindungen zum Ort.
Ein Radweg führt auf dem Maindeich nach Schweinfurt. Eine Südvariante des Main-Radwegs führt durch Grafenrheinfeld, das mit einigen Lokalen um den historischen Kirchplatz insbesondere in den Sommermonaten zu einem Schweinfurter Ausflugsziel wurde.

### Grafenrheinfeld in der Literatur
Der niederländische Komponist Jacob de Haan schrieb das Stück Kraftwerk (2006), das von der Zerstörung des Ortes während des Zweiten Weltkriegs handelt.
Der Jugendroman Die Wolke der Autorin Gudrun Pausewang handelt von einem Super-GAU im AKW Grafenrheinfeld und seinen Folgen.

## Seen und Schutzgebiete
Grafenrheinfeld liegt in einer Seenplatte mit vielen kleineren Seen und Teichen.
Die beiden Altmainschleifen Nord und Süd zeugen vom ehemaligen Verlauf des Mains (Alter Main oder Altmain; siehe: Mainkorrektion bei Grafenrheinfeld 1823). Alter Main (in der Altmainschleife Nord), Taschsee und Mittlerer See (beide in der Altmainschleife Süd) liegen mit 203 m ü. NHN auf derselben Meereshöhe wie der durch die Staustufe Garstadt aufgestaute Main. Die Seen im Norden liegen 1 Meter höher und die im Süden 1 Meter tiefer.

### Altmainschleife Nord
Die Altmainschleife Nord liegt nördlich des Ortes Grafenrheinfeld, wobei ein kleinerer, westlicher Teil zum rechtsmainischen Bergrheinfeld gehört, einschließlich des westlichen Teils des Glöcklesees. Die Altmainschleife Nord ist Teil eines Naherholungsgebietes (siehe: Naherholung), das insgesamt elf Gewässer (7 kleinere Seen und 4 Weiher) mit einer Gewässer-Gesamtfläche von 30,7 ha umfasst wie folgt:
Seen am Altmain (von mainaufwärts nach mainabwärts):

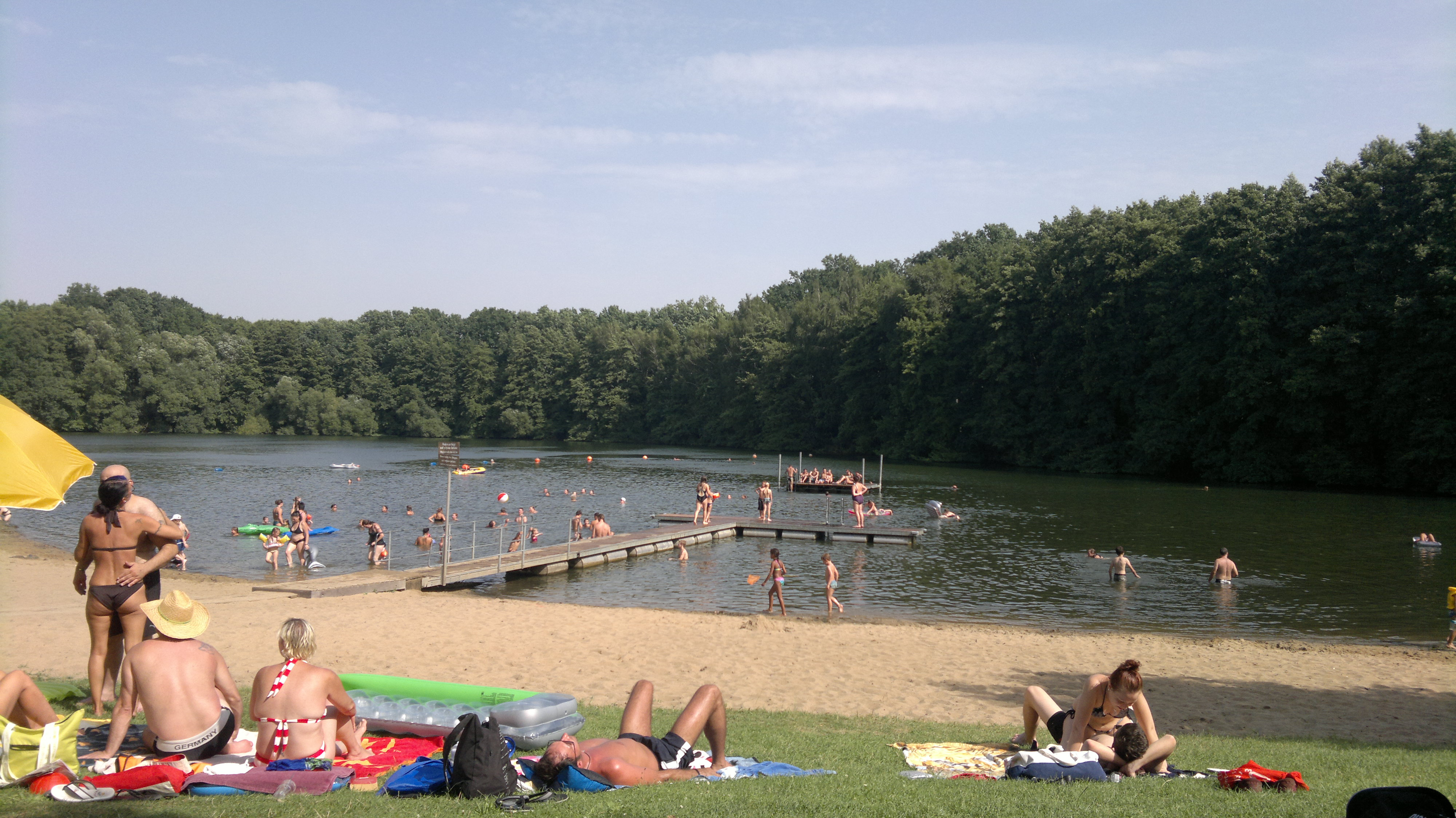
Naturbadesee mit Strandbad

- Leonhardtsee:¹ Baggersee im verlandeten Altmain,[28][29] benannt nach der einstigen Baufirma Leonhardt, mit einer Insel (Lage). 4,2 ha;[30]
- Schonsee:¹ Baggersee im verlandeten Altmain,[28][29] (Lage). 1,0 ha;[30]
- Badsee:¹ (auch: Kleiner Badesee) Baggersee im verlandeten Altmain,[28][29] inoffizieller FKK-See (Lage). 1,1 ha;[30]
- Alter Main:¹ (auch: Glöcklesee) Altwasser des Mains (Lage). 3,4 ha;[30]

Seen außerhalb des Altmains (von Ost nach West):
- Naturbadesee': Baggersee, mit Strandbad und einer naturnahen Zone (Lage). 5,2 ha;[31]
- Leirer See: Baggersee (Lage). 5,3 ha;[31]
- Glöcklesee: Baggersee, Erholungsanlage für Mitarbeiter der Schweinfurter Baufirma Glöckle (Lage). 9,4 ha;[31]

Zudem am Altmain und außerhalb:
- 4 Weiher: zusammen 1,1 ha.[31]

¹ Gewässer der Anglergemeinschaft Grafenrheinfeld

Alle Angaben zu den Gewässern: Stand 2020

### Altmainschleife Süd

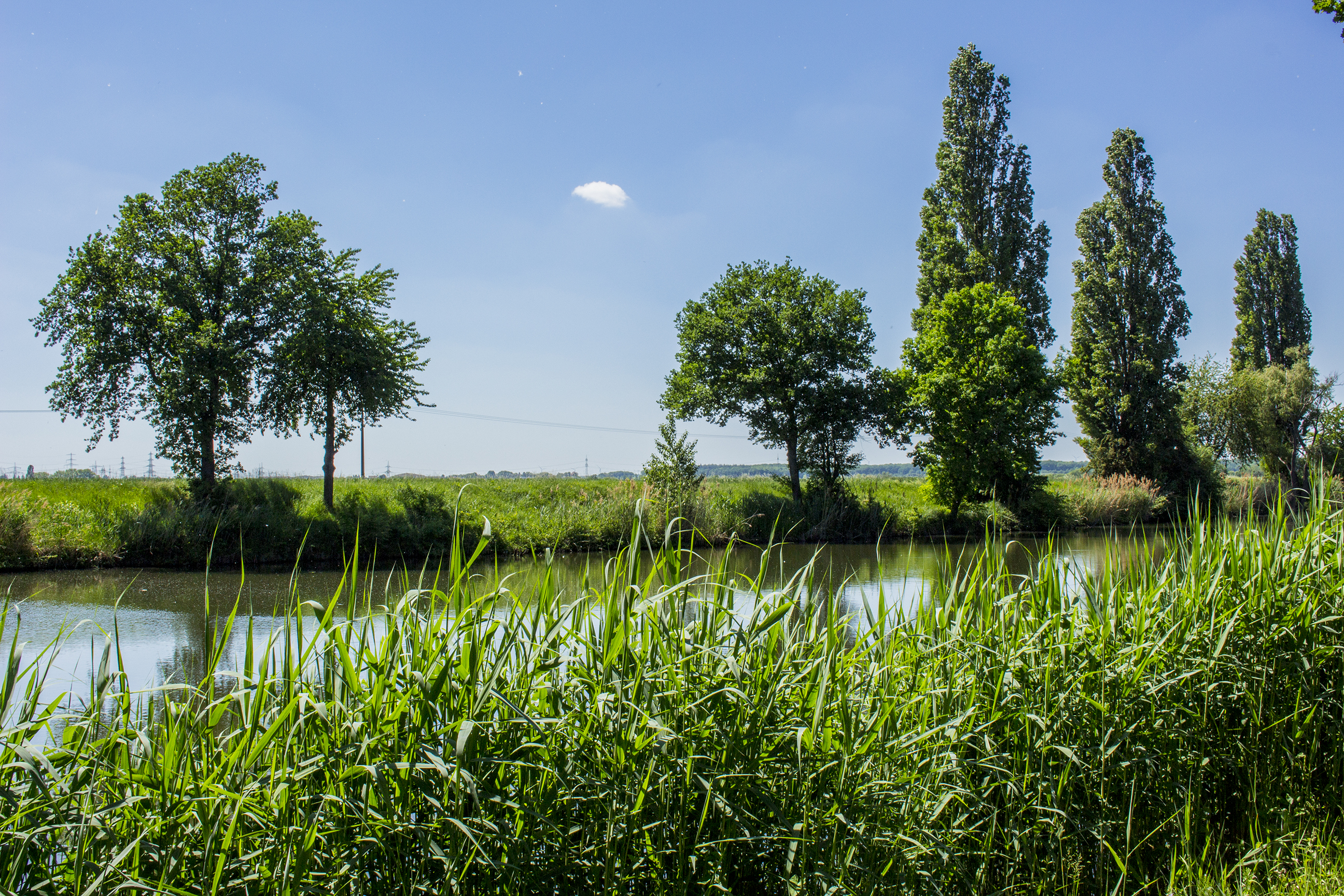
Altmainschleife Süd. Naturschutzgebiet Alter Main bei Bergrheinfeld und Grafenrheinfeld

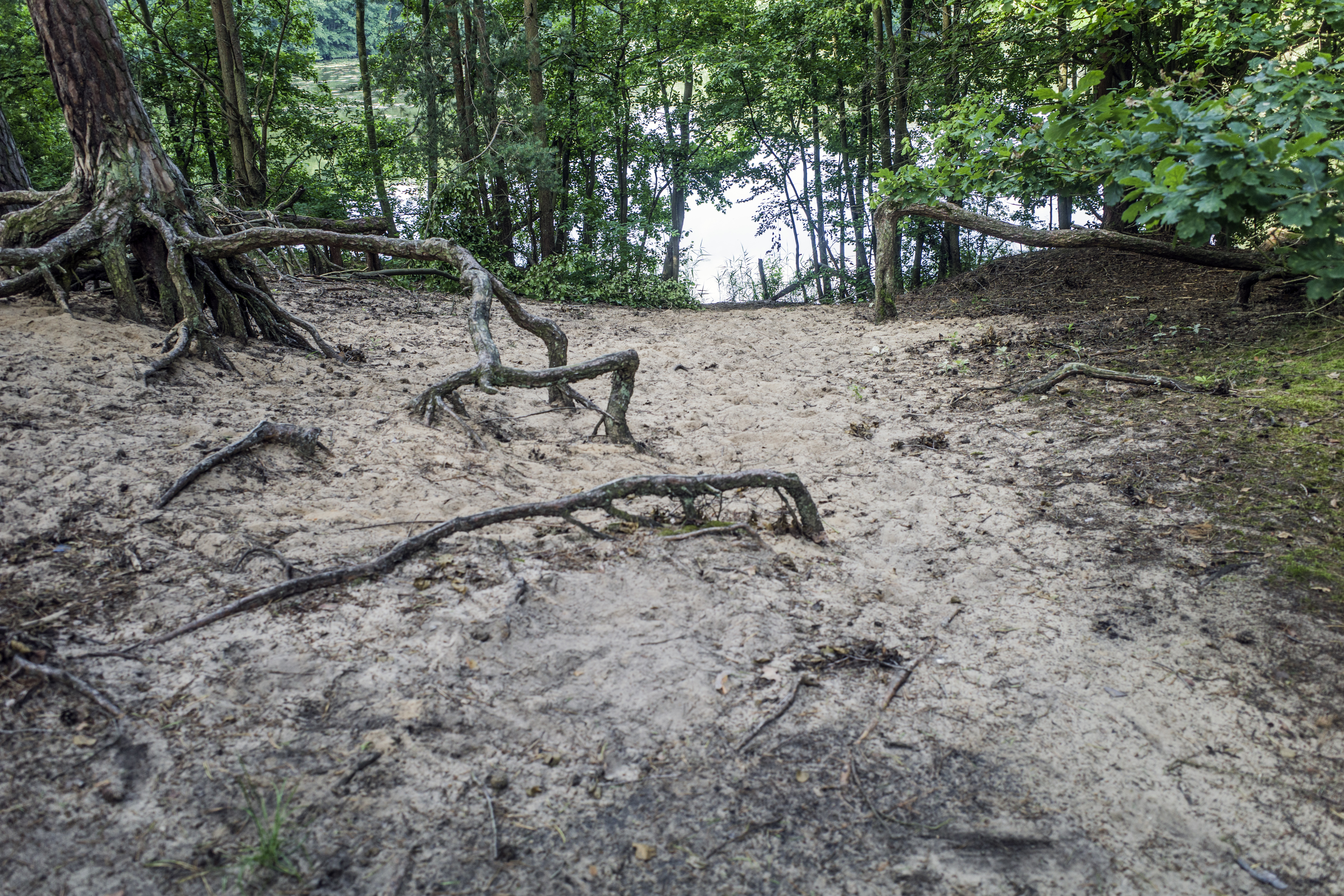
Flugsanddüne am großen Tännigweiher

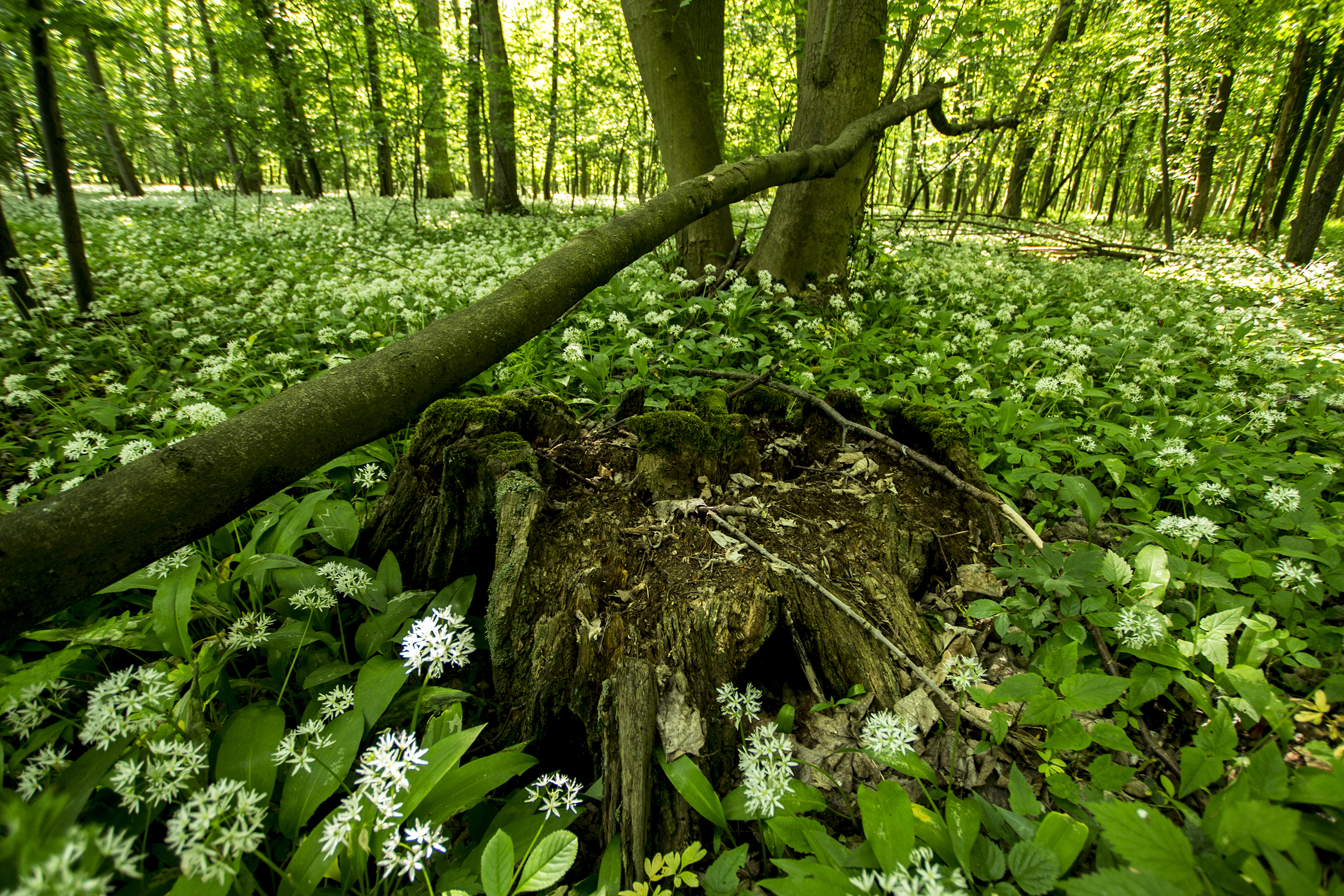
Naturschutzgebiet Elmuß

Die Altmainschleife Süd gehört trotz ihrer unmittelbaren Lage am Ort Grafenrheinfeld historisch zum Bergrheinfelder Gemeindegebiet (siehe: Bergrheinfeld, Bergrheinfelder Insel). Die Altmainschleife Süd umfasst insgesamt neun Gewässer (5 kleinere Seen und 4 Weiher) mit einer Gewässer-Gesamtfläche von 14,7 ha wie folgt:
Seen am Altmain (von mainaufwärts nach mainabwärts):
- Taschsee: Baggersee im verlandeten Altmain, benannt nach der Schweinfurter Baufirma Adam Tasch, Badesee in einer Naherholungsanlage (Lage). 2,7 ha;[31]
- Mittlerer See: Baggersee im verlandeten Altmain, Badesee in derselben Naherholungsanlage (Lage). 0,5 ha;[31]
- Oberer Alter Main: Altwasser des Mains (Lage). 2,4 ha;[31]
- Mittlerer Alter Main': Altwasser des Mains, östlicher Teil des Naturschutzgebiets Alter Main bei Bergrheinfeld und Grafenrheinfeld' (Lage).[32] 1,6 ha;[31]
- Unterer Alter Main: Altwasser des Mains, westlicher Teil desselben Naturschutzgebietes (Lage).[32] 7,2 ha;[33]

Zudem am Altmain:
- 4 Weiher: zusammen 0,3 ha.[34]

Alle Angaben zu den Gewässern: Stand 2020

### Sauerstücksee
Der Sauerstücksee (auch: Sauerstocksee) ist ein Seenkomplex am westlichen Rand des Schwebheimer Waldes aus neun Seen und Weihern, von denen sieben zum 40 Hektar großen, geschützten Landschaftsbestandteil „Sauerstücksee und Hirtenbachaue“ gehören, vereinfacht auch Vogelschutzgebiet Sauerstücksee genannt. Das Gebiet umfasst ehemalige Sand- und Kiesabbauflächen und bietet mit seinen vielfältigen Biotopen Habitate für zahlreiche geschützte Tier- und Pflanzenarten. Im Winterhalbjahr ist der See mit den nebenliegenden Wiesen und Äckern Rast- und Überwinterungsgebiet für zahlreiche Zugvögel.

### Senftenhofsee
Der Senftenhofsee ist ein Komplex aus drei Seen im westlichen Randgebiet des Schwebheimer Waldes. Er besteht aus dem Östlichen, Mittleren und Westlichen Senftenhofsee. Nur der östliche See war bereits in historischer Zeit vorhanden und hieß damals Oberer See. Unweit nördlich der Seen wird die Wüstung Senftenhof vermutet.

### Tännigweiher
Im Westen des Schwebheimer Waldes liegen der Kleine und Große Tännigweiher.

### Elmuß
Im Südosten, unmittelbar an der Grenze zu Röthlein, liegt das Naturschutzgebiet Elmuß, ein vom Unkenbach durchflossener Auwald.
Siehe auch: Schwebheimer Wald, Hydrologie

Seen im und am Schwebheimer Wald
Östlicher Senftenhofsee, der in historischer Zeit bereits als Oberer See bestand
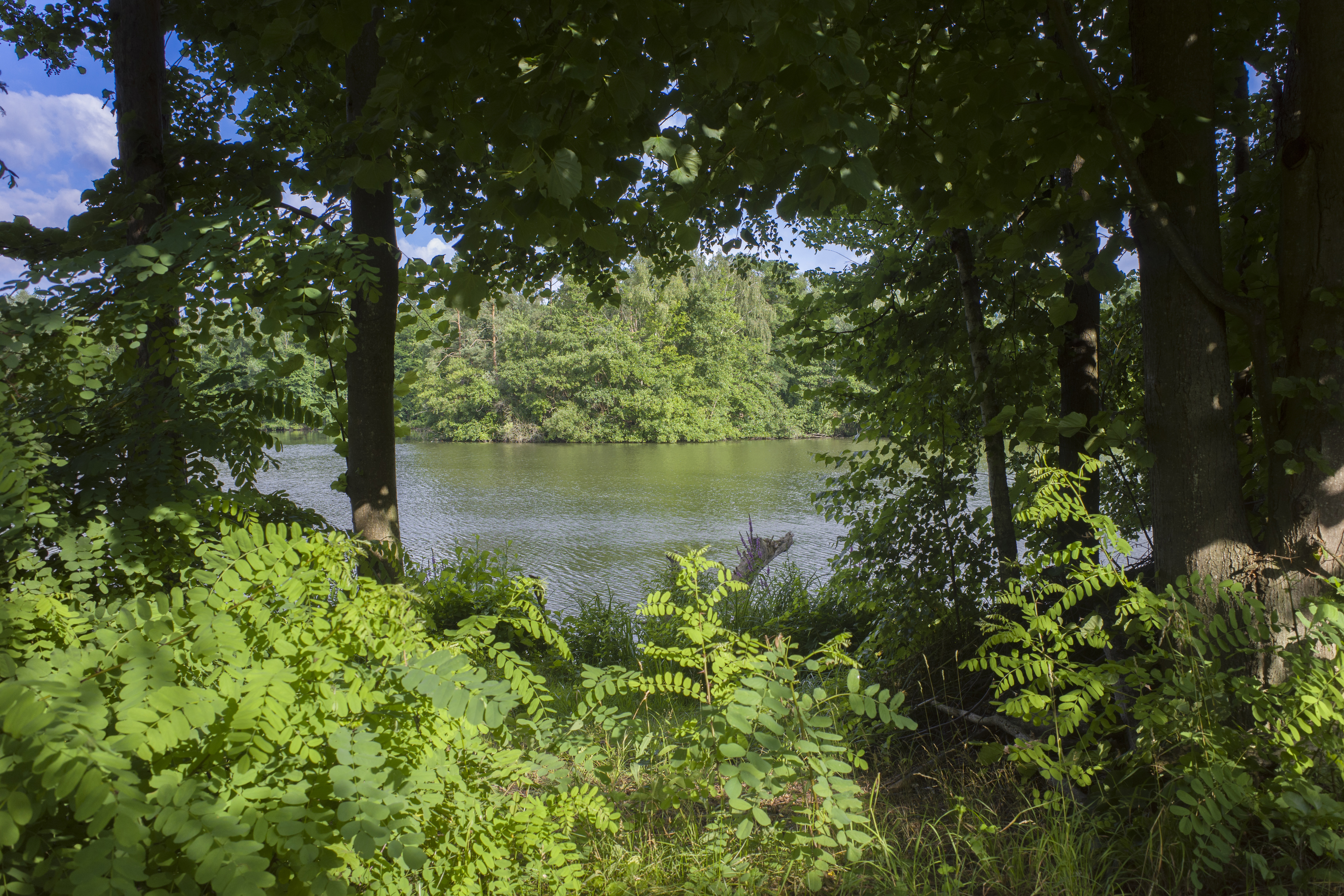
Mittlerer Senftenhofsee, mit Insel (in der Mitte)
Großer Tännigweiher

## Öffentliche Einrichtungen

### Kindergärten
- Kindertagesstätte Am Fröschloch
- Kindertagesstätte Bühl

### Schulen
- Theresa-Gerhardinger-Grundschule

### Bibliothek
- Gemeindebibliothek Grafenrheinfeld

### Organisationen
- Caritas Jugendhilfezentrum Marie Schutz
- Malteser Hilfsdienst Grafenrheinfeld
- Freiwillige Feuerwehr Grafenrheinfeld

### Veranstaltungshalle
- Kulturhalle Grafenrheinfeld, Veranstaltungshalle und Tagungszentrum

### Sportanlagen
| - Altmain-Sporthalle, 1991 eröffnet. - Sportanlage des TSV Grafenrheinfeld, mit Tennisplätzen | - Reitanlage des RV Grafenrheinfeld - Kegelbahn des SKK Doppelturm Grafenrheinfeld |

### Vereine
| - Anglergemeinschaft Grafenrheinfeld - Eigenheimer Grafenrheinfeld - Musikverein Grafenrheinfeld - Rafelder aktive Familien (RaF) | - Reit- und Fahrverein Grafenrheinfeld - Spielmanns- und Fanfarenzug Grafenrheinfeld - Turn- und Sportverein Grafenrheinfeld - SKK Doppelturm Grafenrheinfeld |

## Wirtschaft und Infrastruktur
2017 gab es in der Gemeinde 1.612 sozialversicherungspflichtige Arbeitsplätze. Von der Wohnbevölkerung standen 1.514 Personen in einer versicherungspflichtigen Tätigkeit. 42 Einwohner waren arbeitslos.

### Unternehmen
Am südlichen Ortsrand befindet sich an der Staatsstraße 2277 nach Röthlein ein Gewerbegebiet mit verschiedenen Unternehmen.
Der Schwerpunkt der FIS Informationssysteme und Consulting GmbH liegt in der Beratung und Durchführung von SAP-Projekten für Handel und Industrie. Im Bereich des technischen Großhandels ist FIS Marktführer in der Region D-A-CH. FIS ging aus der ehemaligen SAP-Abteilung des Schweinfurter Wälzlagerherstellers FAG Kugelfischer (heute zur Schaeffler-Gruppe gehörend) hervor und wurde 1992 als Tochtergesellschaft gegründet. 1993 wurde die FIS GmbH ein unabhängiges Unternehmen und ab 1996 wurde der Standort von Schweinfurt an den heutigen Firmensitz Grafenrheinfeld verlegt. Heute beschäftigen die FIS GmbH und ihre Tochtergesellschaften insgesamt über 800 Personen (Stand 2020).
Die Trips Group ist ein Engineering-Dienstleister mit Hauptsitz in Grafenrheinfeld. Sie wurde 1980 gegründet und hat derzeit (2020) insgesamt 250 Mitarbeiter.

### Energie

#### Kernkraftwerk Grafenrheinfeld
Zwei Kilometer südsüdwestlich des alten Dorfkerns befindet sich das 1982 in Betrieb genommene und am 27. Juni 2015 stillgelegte Kernkraftwerk Grafenrheinfeld (KKG). Es liegt direkt am südlichen Ufer der Altmainschleife Süd, mit Nebengebäuden, Reaktorkuppel, Abklingbecken, Zwischenlager und einem Umspannwerk für den Anschluss an das 380-kV-Netz.
Die Bauarbeiten, an denen 14.000 Menschen beteiligt waren, begannen 1974 durch die Bayernwerk AG. Es wurden zwei 143 m hohe Kühltürme errichtet, die auf über 50 km Entfernung bis nach Mittelfranken zu sehen waren. Am 9. Dezember 1981 ging das Kraftwerk mit einem Druckwasserreaktor und einer elektrischen Bruttoleistung von 1345 Megawatt in Betrieb, arbeitete nahezu störungsfrei und wurde überregional wenig wahrgenommen. Es gab einen Vorfall der INES-Stufe 1 der siebenstelligen Bewertungsskala, alle anderen Vorfälle lagen unterhalb dieser niedrigsten Stufe. Bereits im ersten vollständigen Betriebsjahr 1983 produzierte das KKG mit 9,96 Milliarden Kilowattstunden Bruttostrom mehr als jede andere Anlage weltweit.
Der E.ON-Plan sieht vor, dass der Rückbau 2018 beginnt. Zunächst soll das radioaktive Material aus dem Kontrollbereich ausgebaut werden. Bis 2028 soll der Rückbau abgeschlossen sein, so dass nur noch die Gebäude stehen und das Werk formal aus der atomrechtlichen Überwachung fällt. Der Abriss der Gebäude soll danach beginnen und laut Plan 2030/31 beendet sein. Die beiden Kühltürme wurden am 16. August 2024 gesprengt. Die hochradioaktiven Abfälle sollen ins benachbarte Zwischenlager BELLA kommen, so lange es noch kein zentrales Endlager gibt. Die Betriebsgenehmigung für BELLA gilt bis 2046. Die mittel- und schwachradioaktiven Stoffe soll der Schacht Konrad bei Salzgitter aufnehmen. Da er noch nicht zur Verfügung steht, wird am KKG eine Bereitstellungshalle BeHa errichtet. Rückbau und Abbruch werden voraussichtlich 1,2 Milliarden Euro kosten.

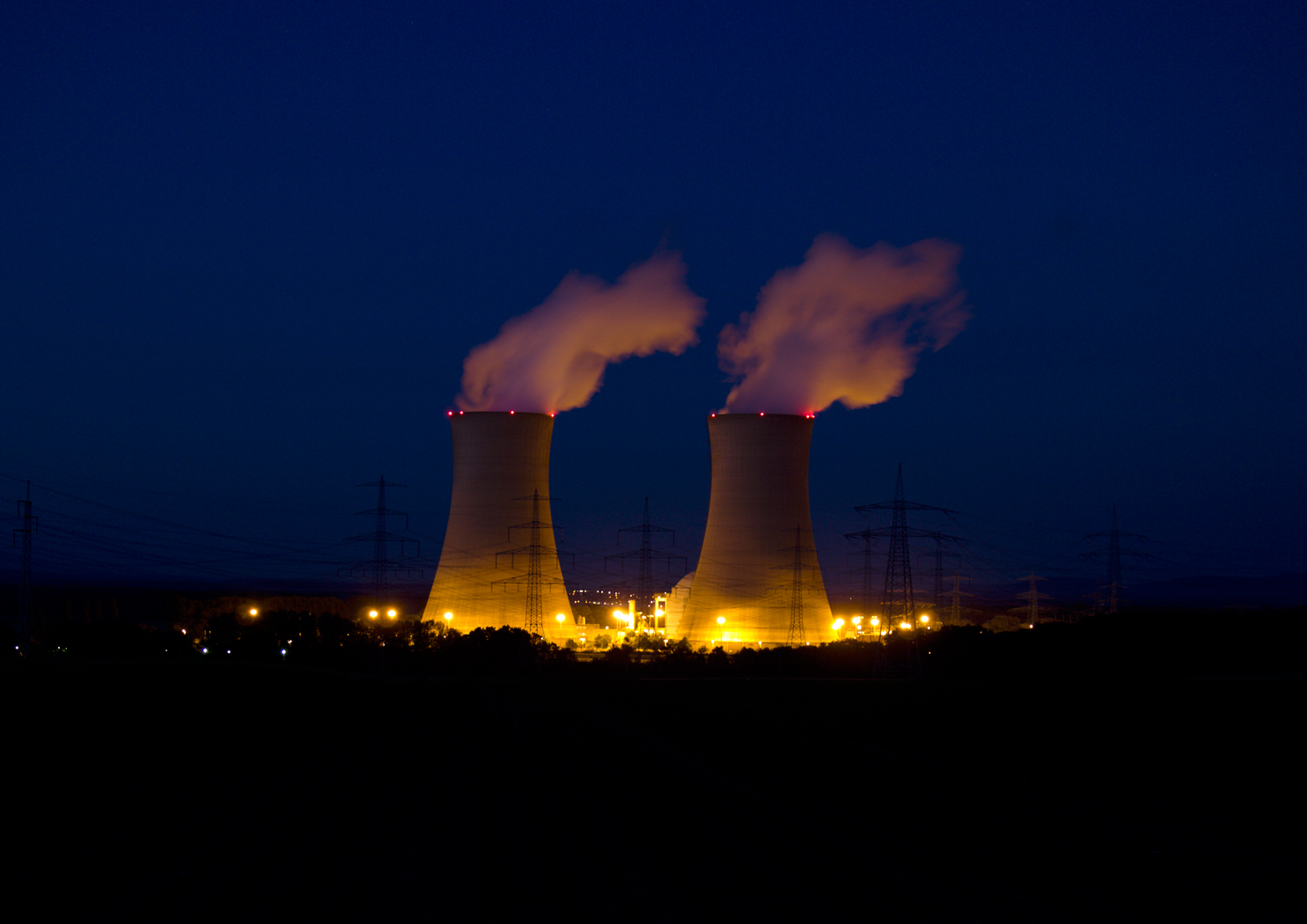
Kernkraftwerk Grafenrheinfeld (KKG). 2015 stillgelegt, 2024 Kühltürme gesprengt
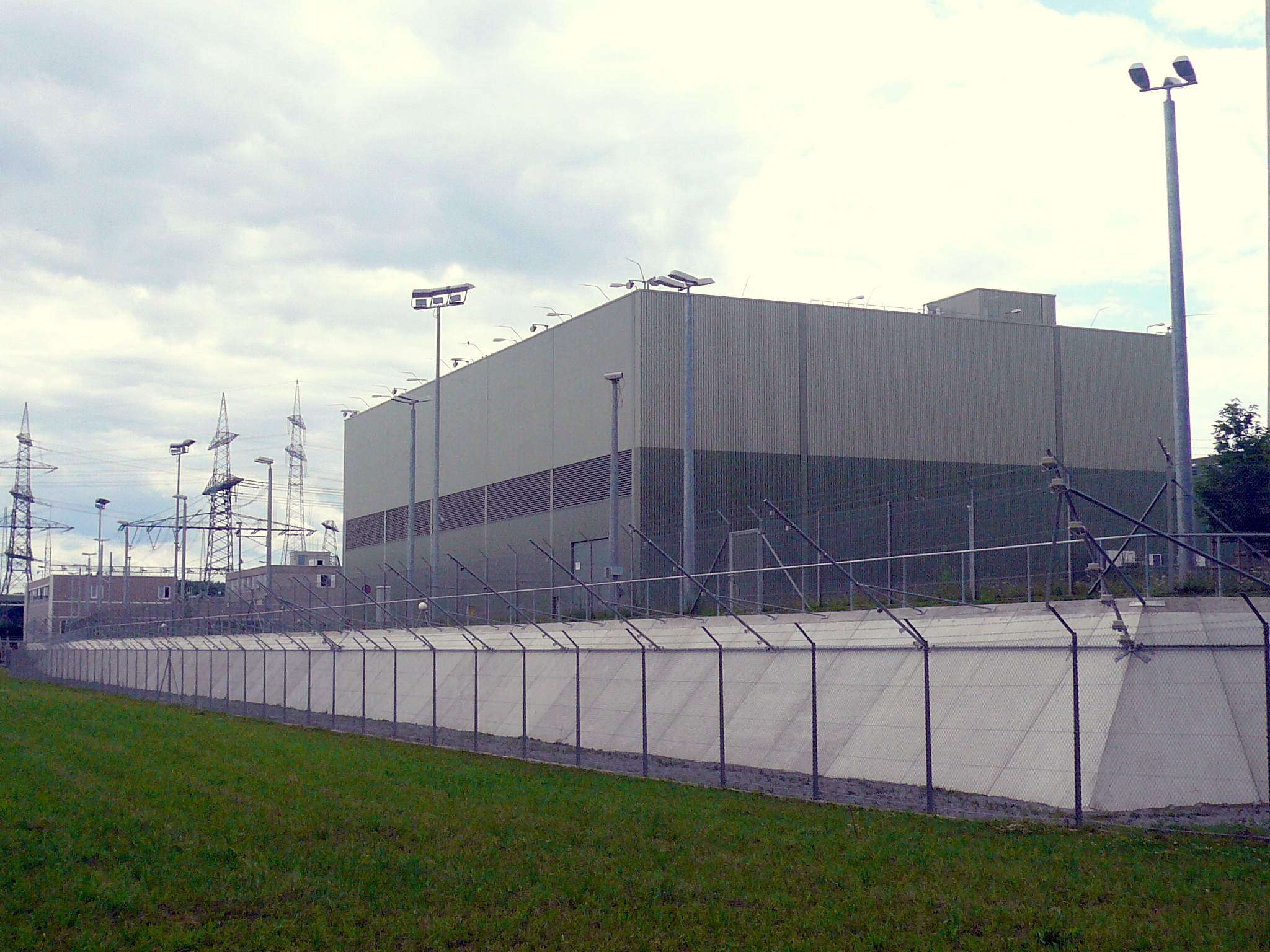
Zwischenlager BELLA am KKG im Jahre 2007
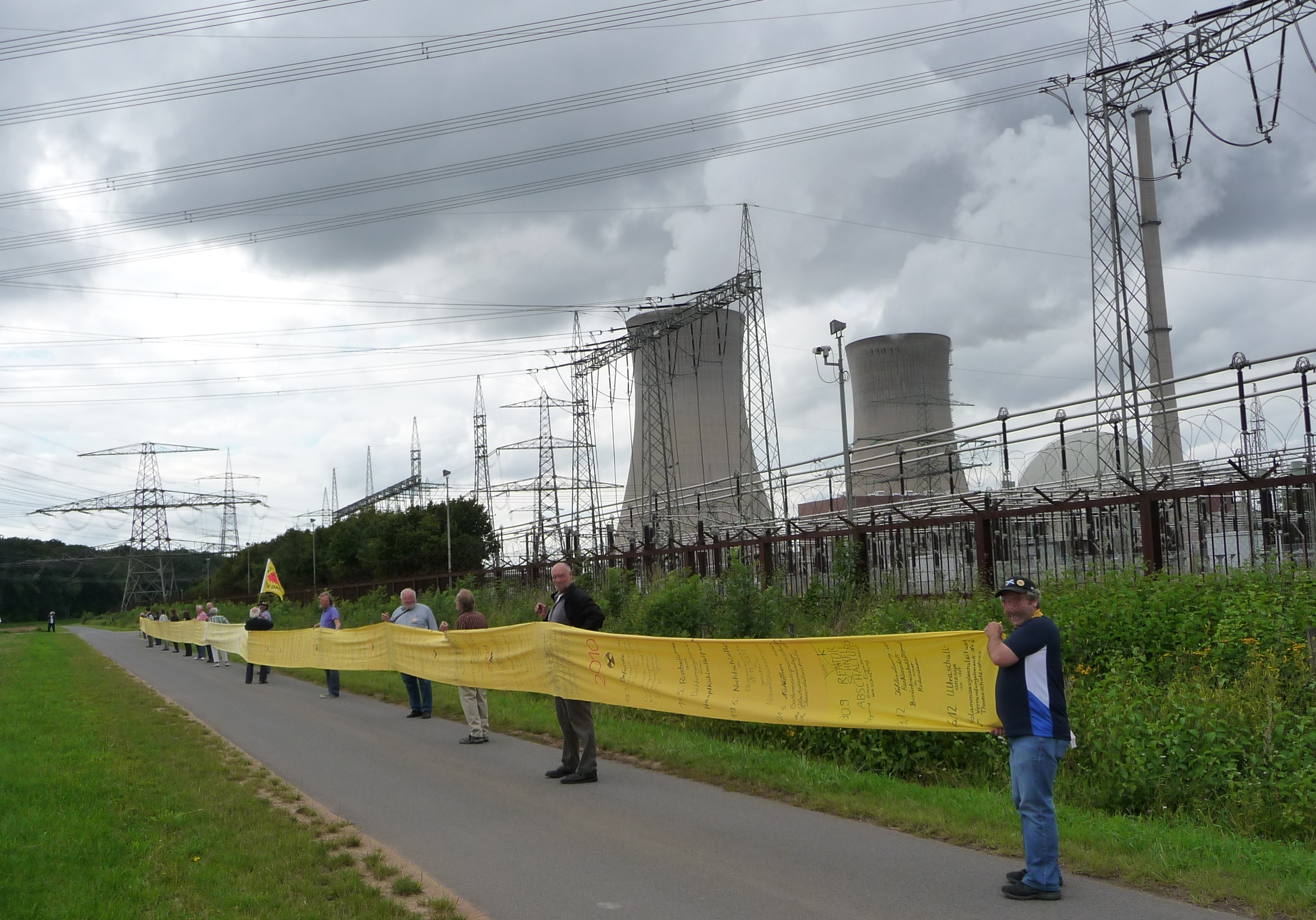
Demonstranten am 380-kV-Umspannwerk des KKG im Jahre 2011

#### Meteo-Mast Grafenrheinfeld

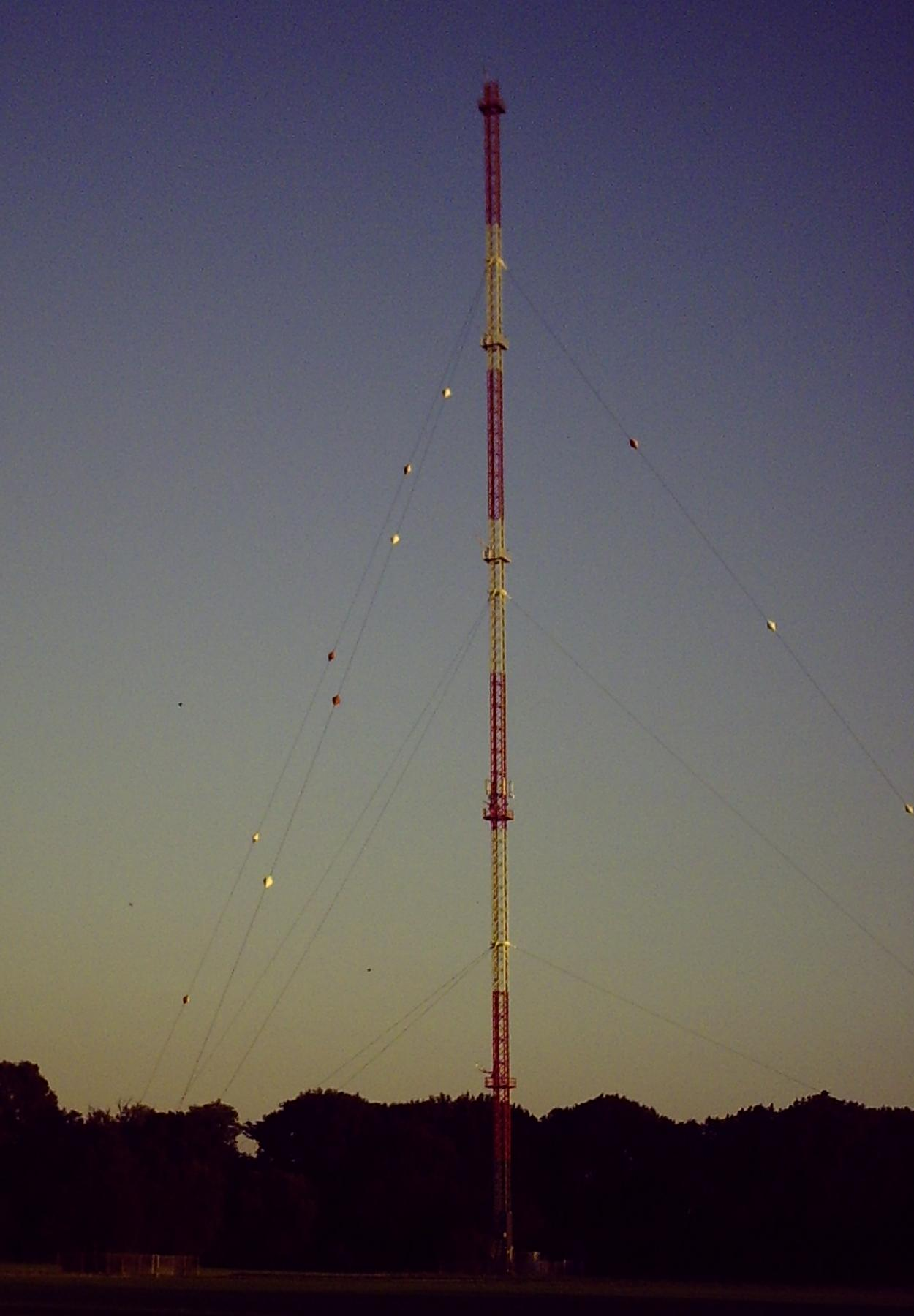
Meteo-Mast Grafenrheinfeld (164 m)

Der 164 Meter hohe Meteorologie-Mast (Meteo-Mast) Grafenrheinfeld 750 Meter südlich des Kernkraftwerks wurde 1977/78 errichtet. Der abgespannte Gittermast liefert meteorologische Daten für das Messnetz zur Überwachung der kerntechnischen Anlagen in Bayern (Kernreaktor-Fernüberwachungssystem).

#### Leitungsknoten Bergrheinfeld
Das Kernkraftwerk Grafenrheinfeld (1982–2015 in Betrieb) liegt ca. 2 km südlich des Orts. Zusammen mit dem Kernkraftwerk entstand auf der gegenüberliegenden Mainseite, auf Bergrheinfelder Gebiet, ein national bedeutender Leitungsknoten der Hochspannungs-Gleichstrom-Übertragung, der ab 2015 weiter ausgebaut wurde.

### Verkehr

#### Straße
- Grafenrheinfeld liegt unweit der Autobahn 70 (E 48) Schweinfurt–Bayreuth und verfügt über die drei nutzbaren Anschlussstellen Nr. 5 Schweinfurt/Bergrheinfeld, Nr. 6 Schweinfurt-Hafen und Nr. 7 Schweinfurt-Zentrum;
- 2 Kilometer westlich der Anschlussstelle Nr. 5 endet die Autobahn 71 Dreieck Südharz–Erfurt–Schweinfurt;
- nach weiteren 6 Kilometern auf der A 70 in westlicher Richtung kreuzt die Autobahn 7 (E 45) Kassel–Ulm.

Berlin ist über zwei nahezu gleich lange Autobahnrouten via A 70 und A 71 erreichbar.

#### Schiene
- Nächster Bahnhof: Schweinfurt Hauptbahnhof (5 km)

#### ÖPNV

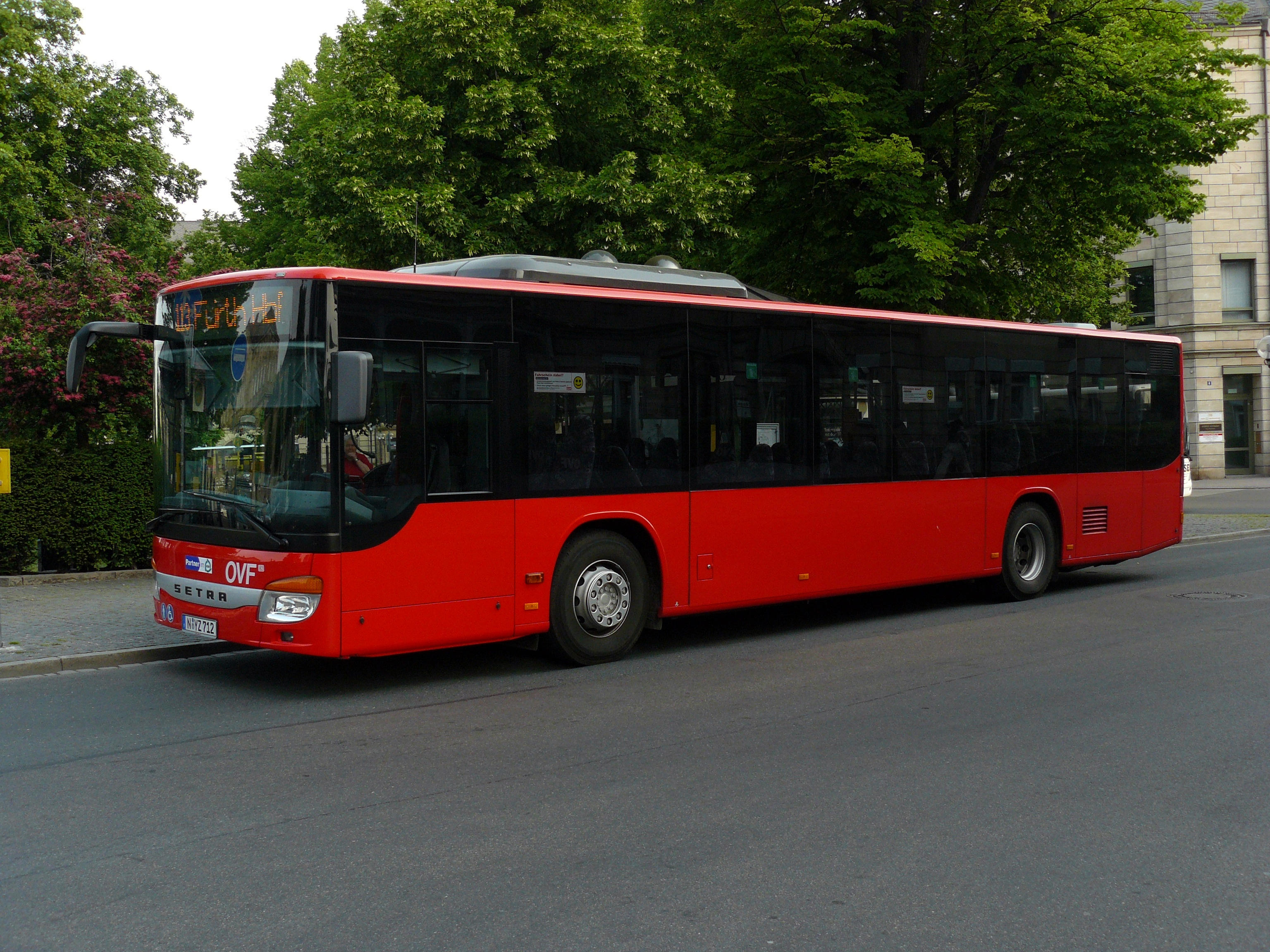
OVF-Bus, DB-Tochter mit roten Farben des Bahnbusses

Anschluss an die Busliniennetze von:
- Stadtwerke Schweinfurt
- Omnibusverkehr Franken (OVF) (DB Regio)

## Persönlichkeiten
- Moritz Schmid (1733–1818), letzter Stiftspropst von Heidenfeld vor der Säkularisation, wuchs wohl in Grafenrheinfeld auf und starb hier 1818
- Nikolaus II. Scholl (1474–1551), Abt des Klosters in Münsterschwarzach

Ehrenbürger
- Heide Schwabe (1943–2020), deutsche Ärztin und Ehrenbürgerin von Grafenrheinfeld[45]
- Eckhard Schwabe (1940–2020), deutscher Arzt und Ehrenbürger von Grafenrheinfeld[45]